# Động vật tấn công

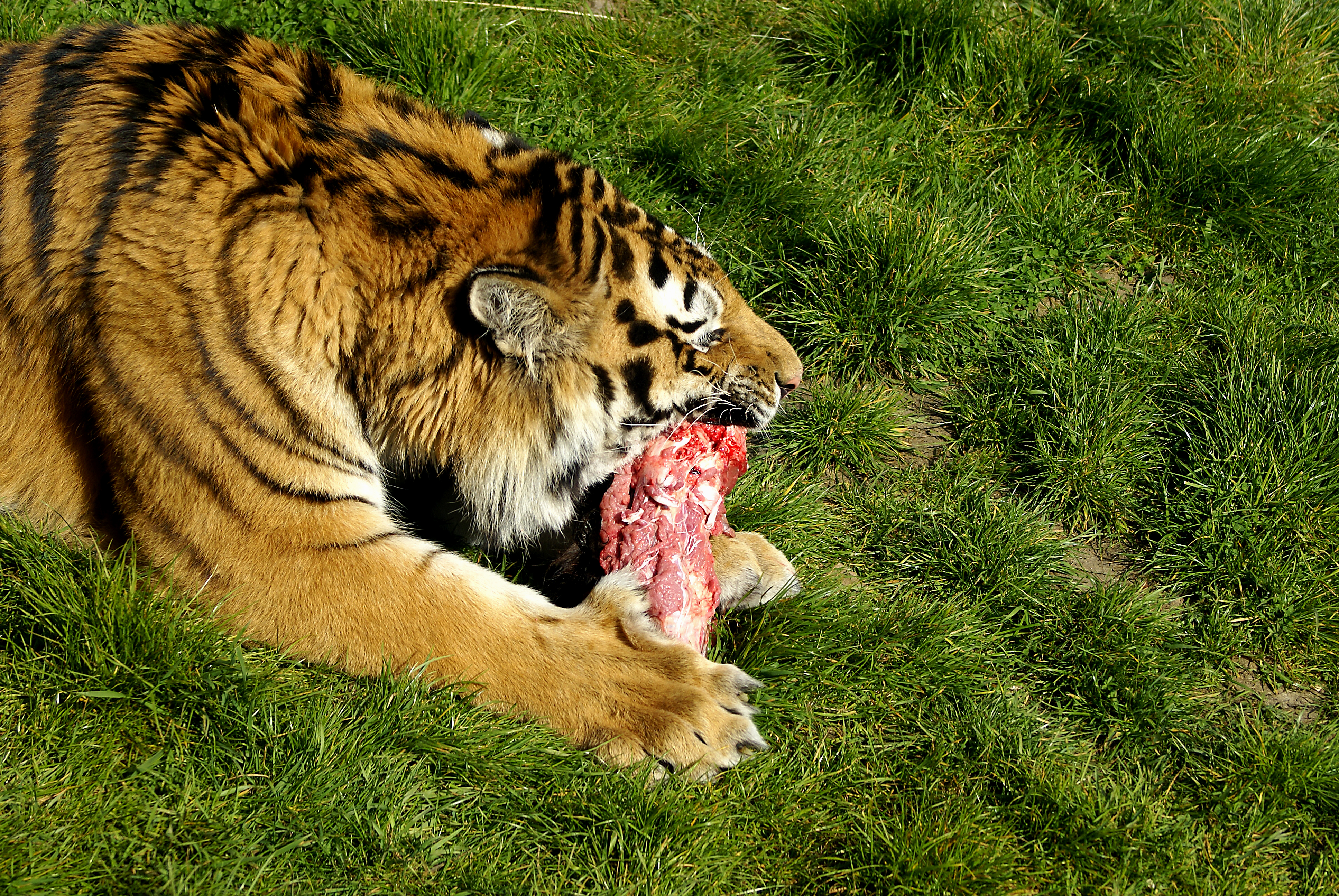
Hổ, động vật được biết đến là đã tấn công người rùng rợn trong lịch sử

Động vật tấn công hay đôi khi còn được gọi là thú dữ tấn công chỉ về các vụ tấn công của động vật lên con người. Các cuộc tấn công động vật là một nguyên nhân phổ biến của tử vong và thương tích. Tần số các cuộc tấn công động vật thay đổi theo vị trí địa lý và thời kỳ lịch sử. Các trường hợp của các cuộc tấn công có thể được quy cho các động vật bị giam giữ hoặc mắc kẹt trước khi một cuộc tấn công. Bị thương nặng và tử vong có nhiều khả năng sẽ được phát sinh bởi trẻ sơ sinh, trẻ em và những người có khả năng hạn chế để bảo vệ mình chống lại một con vật.
Các cuộc tấn công trên động vật đã được xác định là một vấn đề y tế công cộng. Năm 1997 người ta ước tính rằng có đến 2 triệu súc vật cắn xảy ra mỗi năm ở Hoa Kỳ. Chấn thương gây ra bởi các cuộc tấn công động vật dẫn đến hàng ngàn trường hợp tử vong trên toàn thế giới mỗi năm. Tất cả các nguyên nhân tử vong được báo cáo cho Trung tâm kiểm soát dịch bệnh mỗi năm. Mã chấn thương y tế được sử dụng để xác định các trường hợp cụ thể. Tổ chức Y tế Thế giới sử dụng mã hóa giống hệt nhau, mặc dù nó vẫn chưa rõ liệu tất cả các nước theo dõi các trường hợp tử vong do động vật.
Những vụ tấn công này có thể bắt nguồn từ các loài hoang dã như lợn rừng, voi rừng, khỉ... là những loài thú rừng hung dữ có thể gây ra những vụ động vật tấn công dân cư đáng sợ nhưng cũng có thể là những loài động vật tưởng chừng có thể dễ dàng thuần hóa, thuần dưỡng thành thú cưng, nhưng có thể gây ra những vụ thú dữ tấn công chủ thê thảm nhất. Thuật ngữ này chỉ nêu lên những hành động tấn công và không bao gồm các vụ tập kích giết người để ăn thịt. Hầu hết trong các vụ bị thú rừng tấn công, người dân đều rơi vào tình trạng hoảng loạn, bỏ chạy. Điều đó, khiến cho thú rừng tưởng đó là con mồi nên săn đuổi cho bằng được.

## Nguyên nhân
Việc động vật tấn công con người, nhất là động vật hoang dã được lý giải bởi nhiều nguyên nhân. Một trong những nguyên nhân quan trọng là khi chỗ ở không còn, thức ăn khan hiếm thì thú rừng buộc phải giành giật với chính con người và chính con người đang cướp chỗ ở của các loài thú. Cũng có không ít người lại cho rằng, việc thú rừng nổi cơn "thịnh nộ" là do diện tích rừng ngày càng bị thu hẹp, không còn nơi để tìm kiếm thức ăn. Thậm chí còn có những đồn thổi về việc thú rừng báo oán. Bên cạnh đó, nhiều người vẫn lén lút săn tìm thú rừng vì cái lợi trước mắt, mà không lường trước được những hậu quả đau lòng sẽ xảy ra. Tình trạng này đã khiến cho thú rừng trở nên điên loạn, sẵn sàng tấn công con người bất kỳ lúc nào.
Việc thú rừng xuất hiện phá hoại mùa màng và tấn công người dân không phải tự nhiên mà có. Do khan hiếm thức ăn nên thú rừng lang thang đi xuống khu vực dân cư. Trong quá trình sinh tồn ấy, thú rừng bị con người xua đuổi nên chúng tìm cách trả thù. Thông thường, thú rừng tấn công con người là do bị thương trúng bẫy, săn bắn. Có khi con người khiêu khích thú rừng quá mức khiến chúng trả đũa. Có khi người này tấn công thú rừng nhưng thú rừng lại tìm người khác để trả thù, lý do là thú vật không thể nhận biết được sự khác nhau giữa người này và người khác, nên hễ thấy người là chúng tấn công. Chẳng hạn như tập tính của heo rừng là thù rất dai. Khi con người làm tổn thương đến nó, không sớm thì muộn nó cũng sẽ tìm con người để trả thù. Cứ nhìn thấy người là loài vật này tấn công, không kể đó là ai. Các loài thú rừng khác cũng sẽ làm hại đến con người nếu chúng phát hiện người đó có thể gây nguy hiểm cho chúng hay đồng loại của chúng.

## Các loài

### Hà mã

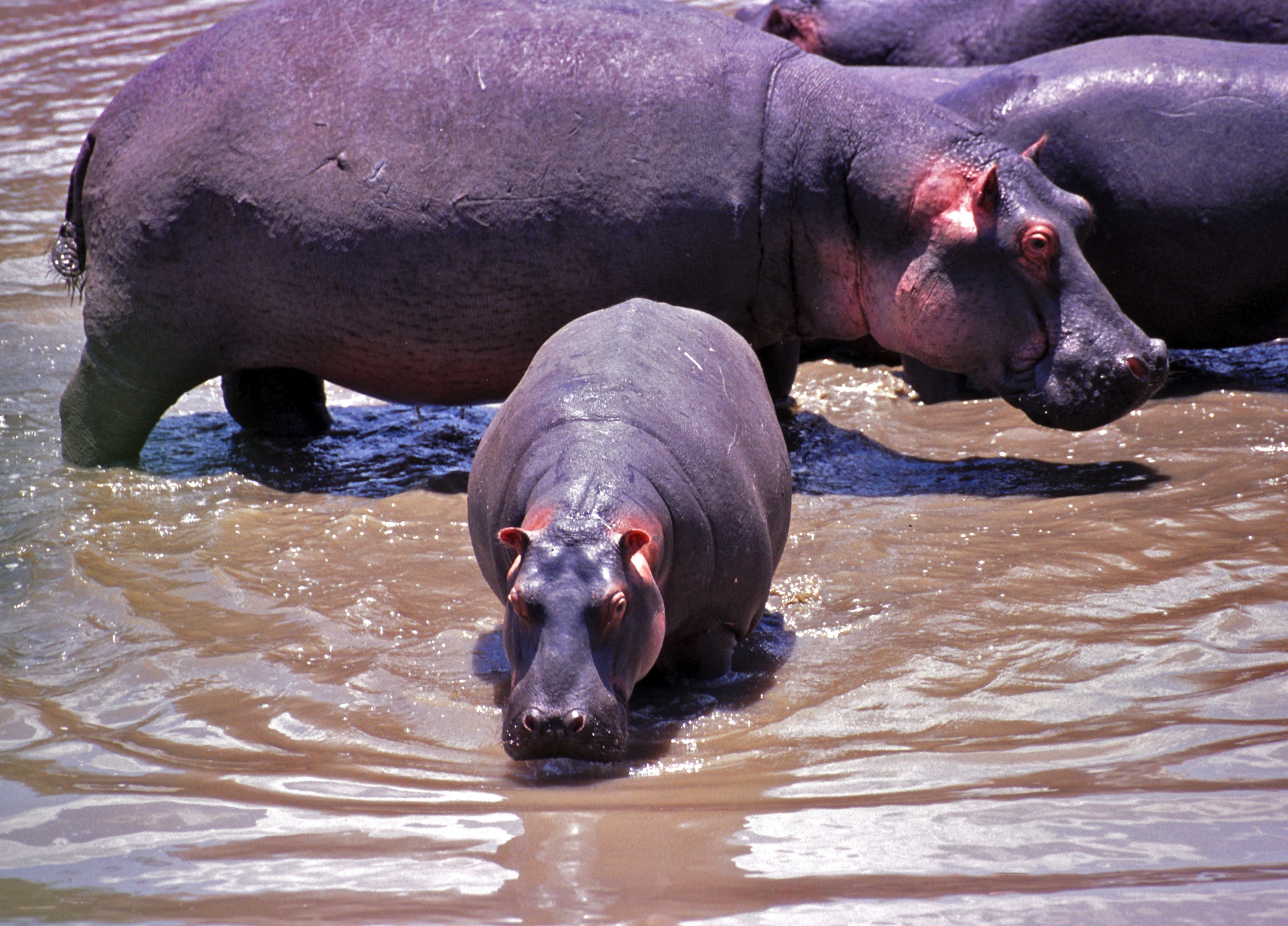
Những con hà mã tuy có vẻ bề ngoài hiền lành cục mịch nhưng chúng là một trong những loại động vật nguy hiểm bậc nhất và hung dữ nhất, giết nhiều người nhất ở châu Phi

Hà mã là một trong những sinh vật hung hăng nhất trên thế giới và thường được xem như một trong những động vật nguy hiểm nhất ở châu Phi cũng như trên thế giới. Không một loài thú hoang dã nào ở châu Phi giết người nhiều như những con hà mã. Hằng năm có 2900 người bị giết bởi loài này. Hà mã đặc biệt hung dữ khi bị xâm phạm lãnh thổ của chúng và động đến con cái của chúng. Chính vậy thổ dân ở châu Phi rất dễ mất mạng khi vô tình xâm phạm lãnh thổ của hà mã. Chúng sẽ rượt đuổi, kéo họ xuống đầm, cắn nát thuyền của họ và thậm chí cắn nát cả đầu của họ.
Là loài thú dữ tợn nhất châu Phi, hàm của hà mã có thể nghiền nát một hoặc hai con cá sấu dài khoảng 3m. Độ hung bạo của chúng mạnh hơn bất cứ loài vật kích thước lớn nào. Chúng có trọng lượng trung bình lên tới 1,5 tấn và hàm răng có sức mạnh tương đương với một chiếc búa tạ cỡ lớn. Chúng thường tấn công con người và tàu bè nhỏ. Mặc dù có thân thể thấp đậm và bốn cái chân ngắn cũn nhưng hà mã có thể đạt tới tốc độ lên đến 48 km/h và dễ dàng vượt mặt con người. Chúng cũng là loài thú có vú nặng thứ 3 trên mặt đất. Con đực có thể nặng tới 1,8 tấn và dài khoảng 5m. Không nên trêu chọc một con hà mã, nhất là khi chng đang nhấm nháp bữa ăn trưa.
Thậm chí ngay cả những con hà mã được nuôi nấng và thân thiết từ nhỏ cũng có thể giết người chủ của mình, điển hình là bi kịch của một người nông dân ở Nam Phi khi bị chính con vật nuôi 6 tuổi mình thương yêu và chăm sóc hại chết bằng cách moi ruột cho đến chết. Thi thể bị cắn xé thương tâm của Marius được phát hiện trôi nổi trên một dòng sông chạy qua trang trại của anh ở vùng quê Nam Phi sau đó hà mã này còn chạy điên cuồng trên đồng cỏ để tấn công những người chơi golf ở câu lạc bộ gần nông trại và cắn chết một chú bê của đối tác làm ăn với ông chủ.

### Voi

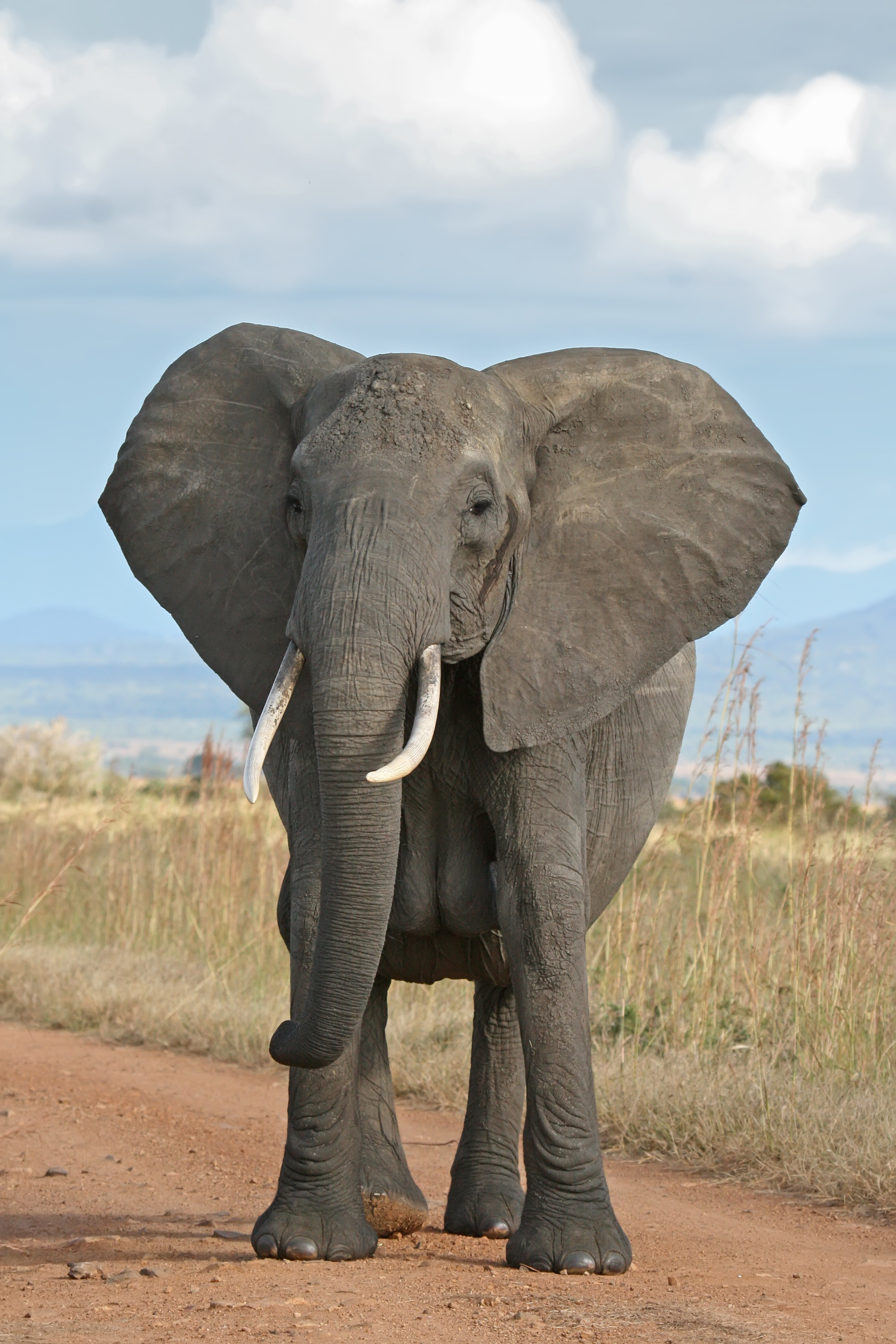
Voi là loài vật hiền lành nhưng nếu bị kích động, chúng sẽ tấn công người

Người ta tin rằng voi là loài động vật hiền lành, không gây hại cho con người. Nhưng thực tế, khoảng 500 người chết vì voi mỗi năm. Với trọng lượng cơ thể lên tới 6 tấn, voi châu Phi đứng số một trong bản danh sách những loài voi giết người nhiều nhất. Động vật với kích thước như thế tiềm ẩn những nguy hiểm cho con người. Cần phải cẩn thận khi đi dạo hay lái xe trong đêm hoặc chiều muộn ở những khu vực mà voi hoang hay xuất hiện. Cụ thể, nên tránh những va chạm hay tiếp xúc với voi đực trưởng thành hay voi cái đang nuôi con nhỏ. Trong số các mối nguy hiểm nhất là voi độc. Chúng là những con voi sống riêng lẻ và rất hiếu chiến. Khi gặp chúng nên chạy theo đường dích dắc vì chúng có thể chạy với tốc độ lên tới 50 km/h theo đường thẳng nhưng khó xoay trở khi chạy ngoằn ngoèo.
Mỗi con voi trưởng thành có thể nặng vài tấn nhưng không phải loài săn mồi nguy hiểm. Bản tính về cơ bản vốn ôn hòa, nên chúng chỉ dùng vòi xua đuổi những kẻ quấy nhiễu chứ không ăn thịt. Đấy là theo lý thuyết, thực tế nếu voi bị kích động chúng trở nên rất hung tợn và có thể dùng vòi đập chết đối thủ hoặc dùng thân hình đồ sộ để giày xéo nạn nhân.
- Có ghi nhận một trường hy hữu xảy ra ở Ấn Độ. Một con voi trong lúc tức giận đã đập chết 17 người. Trong đó có một nạn nhân xấu số nhất đã bị nó bẻ gãy đôi người và nuốt chửng.
- Vụ một đàn voi rừng gồm ba con xuất hiện tại khu vực làng Khe Dưng gây đại náo cho dân làng. Chúng di chuyển vào các khu rẫy của người dân tàn phá lúa và cây trồng, chỉ cần thấy hơi người là chúng xông vào tấn công. Được biết, đàn voi thường xuyên xuất hiện trong khu vực và rất hung dữ. Đã có hai người dân đi làm rẫy đã bị đàn voi rượt đuổi làm bị thương vào năm 2013.
- Vụ xuất hiện của đàn voi rừng gần chục con, tàn phá hoa màu, nhà cửa nhiều người ở xã Thanh Sơn, huyện Định Quán, Đồng Nai luôn thấp thỏm, hoang mang vì sự.
- Vụ cháu bé tại xã Đức Mạnh, huyện Đăk Mil, Đăk Nông bị con voi của Công ty Xiếc - Hài kịch Bình Minh tỉnh Thái Bình quật chết. Cậu bé đang cho con voi ăn và thử sờ vào vòi voi thì bị con vật dùng vòi quấn lấy rồi quật vào thành xe tải.
- Vụ việc voi điên quật chết người khiến quản tượng khu du lịch Đại Nam tử vong cũng khiến nhiều người lo sợ. Trong lúc mang sơn vào sơn lại chuồng bất ngờ nhân viên huấn luyện thú đã bị một con voi nặng khoảng hai tấn dùng vòi quật văng vào bể nước, chấn thương nặng dẫn đến tử vong. chú voi đực đã quật chết nạn nhân là giống voi châu Á được tỉnh Đăk Lăk tặng vườn thú vào năm 2008 khi mới 2 tuổi và được đặt tên là Ka[9].
- Vụ một nhân viên sở thú Missouri tên John Phillip Bradford bị một con voi có tên là patience nghiền nát. John cố gắng dỗ con voi qua cái máng ở chuồng voi khác, nhưng con voi bất ngờ nổi điên và tấn công.
- Từng ghi nhận một trường hợp thương tâm hơn, nạn nhân còn bị con voi xé xác ăn thịt khi vẫn còn sống. Chưa thể giải thích được nguyên nhân vì sao những chú voi hiền lành bỗng trở thành những sát thủ giết người ghê rợn[7].
- Tại châu Phi ghi nhận trường hợp một con voi nổi giận dẫn đến hành động chặn đường và lật một chiếc xe hơi chở một giáo viên người Anh và chồng chưa cưới của cô khi họ đang đi săn ở châu Phi. Một cặp đôi đang quay phim một con voi đang uống nước tại một cái hố gần đó trong chuyến đi săn ở Công viên quốc gia Kruger ở Nam Phi. Bỗng nhiên, con voi nổi giận và hung hăng tiến về phía chiếc xe của nạn nhân nữ sau đó, con voi hung dữ lật đổ chiếc xe của cặp đôi này và đẩy nó một đoạn khá xa đến một bụi rậm. Ngà của chú voi hung hăng này đã đâm vào đùi của cô giáo khiến cô phải nằm viện vài ngày[9].
- Tháng 11 năm 2017, vụ khách du lịch bị voi giẫm chết khi cố đến gần chụp ảnh xảy ra ở khu nghỉ dưỡng Maramba River Lodge, Livingstone, thủ đô Lusaka của Zambia, hai du khách bị giết khi cố tiến gần để chụp ảnh một con voi. Trước đó vào tháng 7, một du khách Tây Ban Nha thiệt mạng vì bị voi quần trước mặt vợ khi cả hai tham quan khu bảo tồn thiên nhiên tại miền nam Ethiopia, nam du khách không tuân theo hướng dẫn, cố tình trèo khỏi xe để lấy góc chụp ảnh nhưng bị con vật dùng vòi và ngà tấn công[10].

### Lợn rừng
Mặc dù là loài đào bới ăn củ quả và tính vốn không hung dữ nhưng lợn rừng do bị săn bắn quá nhiều nên chúng trở nên hung dữ, chống cự quyết liệt các đối thủ, thậm chí gây trọng thương cho thợ săn khi không còn đường chạy trốn. Tại Thanh Hóa có câu chuyện về một lần có người vác súng đi săn trên núi Pha Xiêng đỉnh cao của dãy núi Pù Dào, người thợ săn nằm phục một con lợn lòi nặng khoảng 80kg trong tiết trời giá rét, khi thấy tấm thân mốc thếch của con thú đi vào tầm bắn, người thợ săn bắn hạ con thú ngã vật xuống nhưng bỗng thấy nó vùng dậy, nhằm thẳng gốc cây nạn đang trú ẩn phóng tới với một tốc độ nhanh và dùng cả tấm thân đồ sộ, cùng cặp răng nanh đâm sầm vào và hất tung nạn nhân văng xuống sườn dốc, nạn nhân bất tỉnh và vết thương chí mạng đó hành hạ đến chết
Tại Hà Tĩnh có câu chuyện về săn lợn rừng, khi lợn rừng trúng bẫy và thợ săn phát hiện một con lợn rừng đang nằm thở phì phò bên bụi cây, cuộc vật lộn cả đêm đã làm nó hết sức chống cự. Con lợn rừng gầm gừ dựng đứng hàng lông trên gáy, mắt gườm gườm nhìn thẳng vào đám người vây quanh. Nó loạng choạng cố đứng dậy cố tạo thế phòng thủ nhưng nó lại quỵ xuống ngay. Người thợ săn tưởng đã tóm được con lợn này, thấy nó nằm im tưởng nó đã hết sức chống đỡ, vừa đến gần con lợn vùng lên lao thẳng vào nạn nhân, sau cú tấn công bất ngờ này, nạn nhân phải nằm viện hơn 1 tháng trời với nhiều vết thương trên mình còn con lợn kéo theo cả chiếc bẫy chạy thoát. Một câu chuyện khác về dân bản đánh bẫy được một con lợn lòi nặng 120 kg đem về giữa sân để chờ xả thịt nhưng con lợn bứt dây thoát được và con thú bị thương đó lập tức lồng lên, xông thẳng vào một người phụ nữ khiến người này mình mẩy đầy máu, chỉ kêu khóc thảm thiết rồi gục xuống tắt lịm, chết tại chỗ, 31 người đàn ông quây lại mà không hạ nổi con thú đang cơn khát máu đó đến sáng hôm sau, khi thợ săn đem súng đến nhằm vào gốc lau nó đang trú ẩn, bắn 12 phát đạn thì mới hạ được con lợn lòi này.
Tại Nghệ An xảy ra vụ việc lợn rừng tấn công phóng viên, một phóng viên đang ngồi chơi ở sân nhà bất ngờ bị lợn rừng nặng hơn 80 kg tấn công, con lợn rừng vượt qua tường rào lao vào tấn công dữ dội, làm nạn nhân bị thương nhiều vết ở chân. Con lợn rưng đen trũi lao qua bờ tường, húc đổ giàn trầu, lao vào sân nhà và dùng hai răng nanh dài, nhọn hoắt của mình con vật hung hãn ngoạm một miếng rách từ bẹn đến quá đầu gối máu nạn nhân chảy xối xả. Sau khi tấn công vụ thứ nhất, con lợn rừng tiếp tục tấn công một số hộ dân khác, làm một phụ nữ 60 tuổi ở cùng xóm bị thương nặng phải nhập viện cấp cứu, lúc đó nạn nhân đang đi tiểu thì bất ngờ bị con lợn tấn công, nó cứ húc, ngoạm vào hai đùi, chỉ kịp kêu lên một tiếng rồi ngất lịm phải khâu 18 mũi vì vết thương quá sâu. Nguyên nhân do con lợn bị người dân dồn ép, đuổi bắt từ mấy ngày qua nên nó bức bí và trở nên hung hãn, hễ gặp người là tấn công.
Một số vụ việc khác như:
- Vụ Lợn rừng tấn công tay máy ngay trên đường phố Nhật Bản. Con lợn rừng đang tấn công một phụ nữ trên đường phố Nhật Bản thì chuyển sự chú ý sang tay máy đang tác nghiệp. Con vật đuổi người quay phim và húc vào người anh khiến anh ngã, chiếc máy cũng rơi xuống đất. Người đàn ông cố gắng chống trả lại và mất một chiếc giày trong quá trình kháng cự.
- Lợn rừng tấn công và làm bị thương 4 người ở Berlin, Đức. một con lợn rừng đã tấn công 4 người, trong đó có một cảnh sát. Các nạn nhân là ông cụ 72 tuổi, cụ bà 74 tuổi và một phụ nữ 24 tuổi. Khi cảnh sát đến hiện trường để tìm kiếm con vật, nó cắn luôn vào chân anh. Nhân viên cảnh sát đã rút súng và bắn chết nó. Cả bốn nạn nhân đều bị thương
- Vụ lợn rừng 3 chân tấn công một phụ nữ Mỹ. Một thợ săn người California, Mỹ đã tiêu diệt lợn rừng 3 chân hung dữ. Nạn nhân của con vật là một phụ nữ Mỹ. Cô đang đi bộ cùng cún cưng thì con lợn rừng lao vào tấn công cô. Con thú sau đó biến mất. Nạn nhân được đưa tới bệnh viện và được băng bó vết thương. Hai ngày sau, thợ săn Tim Wellman đồng thời là hàng xóm của nạn nhân cùng hai người khác đã tìm ra con lợn rừng và giết nó.
- Vụ lợn rừng lao ra cánh đồng, cắn chết người cắt cỏ ở xã Phổ Hòa, huyện Đức Phổ, Quảng Ngãi đi ra cánh đồng ruộng Soi Ngòi để cắt cỏ thì bất ngờ bị một con lợn rừng lao đến tấn công, cắn nát 2 tay, 2 chân cùng vùng lưng, chuyển đi cấp cứu nhưng không kịp. Con lợn rừng bị đánh chết sau đó.
- Năm 2014 tiếp tục ghi nhận trường hợp lợn rừng tấn công người dân ở Khánh Hòa. Theo đó, một học sinh lớp 9 chết thảm, một người phụ nữ bị thương nặng phải đưa đi cấp cứu và một người thoát nạn.
- Vụ vào rừng tìm bò bị lợn cắn bất tỉnh, một mình vào khu rừng gần nhà tìm con bò đi lạc, người đàn ông 50 tuổi ở huyện biên giới Nghệ An bị lợn rừng tấn công bất tỉnh với hơn chục vết thương trên cơ thể do lợn rừng gây ra, khi tới đoạn đường rừng cách khu dân cư gần nửa cây số, bất ngờ một con lợn rừng ước chừng hơn một tạ xộc tới tấn công, bị con vật cắn vào tay, chân, húc vào người liên tục với nhiều vết trầy xước rồi lịm dần đi[13].
- Vụ Lợn rừng cắn chết thợ săn, cùng nhóm thợ săn vào rừng, nạn nhân dùng súng tự chế bắn một con lợn bị thương, nhưng đã bị con thú quay lại tấn công khiến tử vong tại chỗ, phát hiện một con lợn rừng. Nạn nhân nã phát súng trúng vào chân khiến lợn bị thương bỏ chạy. Một mình lần theo vết máu của lợn để bắn tiếp, nhưng chưa kịp ra tay thì bị lợn quay lại tấn công. Do cây rừng vướng chân, tháo chạy không kịp nên bị lợn cắn nhiều nhát vào chân và mông. Khi các thợ săn chạy tới thì nạn nhân chỉ nói được mấy câu rồi tử vong tại chỗ do mất máu. Con chó săn cũng bị lợn rừng cắn chết tại chỗ. Nhóm thợ săn sau đó bắn thêm ba phát súng mới hạ gục được con lợn nặng gần một tạ[14].
- Vụ Hàng trăm người vây bắt lợn rừng hung dữ.Con lợn rừng nặng 80 kg bất ngờ tấn công nhà dân khiến hai nạn nhân trọng thương. Hàng trăm dân làng tham gia truy đuổi và bắt được con lợn hung dữ này sau 3 tiếng đồng hồ, có nạn nhân không kịp chạy nên bị con lợn hung hãn húc thẳng vào chân làm rách nhiều vết. Bị hàng trăm người truy đuổi, con lợn hoảng loạn bỏ chạy. Sau gần 3 tiếng rượt đuổi, dân làng mới bắt được con vật hung dữ. Trọng lượng của con lợn được cân tại chỗ là 80 kg. Việc lợn rừng lao vào nhà dân tấn công người ở một xã vùng đồng bằng, chuyên canh lúa như Yên Thành khiến nhiều người ngạc nhiên.[15]
- Vụ Giám đốc bị lợn nái cắn nát vùng kín. Giám đốc một doanh nghiệp tư nhân trên địa bàn vừa bị lợn nái tấn công vùng kín. Đây là sự việc hy hữu lần đầu xảy ra. Khi vào chuồng, vào chuồng chăm sóc lợn con. Khi đang làm các công tác vệ sinh xung quanh chuồng, bất ngờ bị lợn nái nặng khoảng 200 kg lao tới tấn công vùng kín, sau khi kiểm tra thấy bị thương nặng ở vùng kín, phải cắt bỏ một phần tinh hoàn[16].

### Trâu rừng

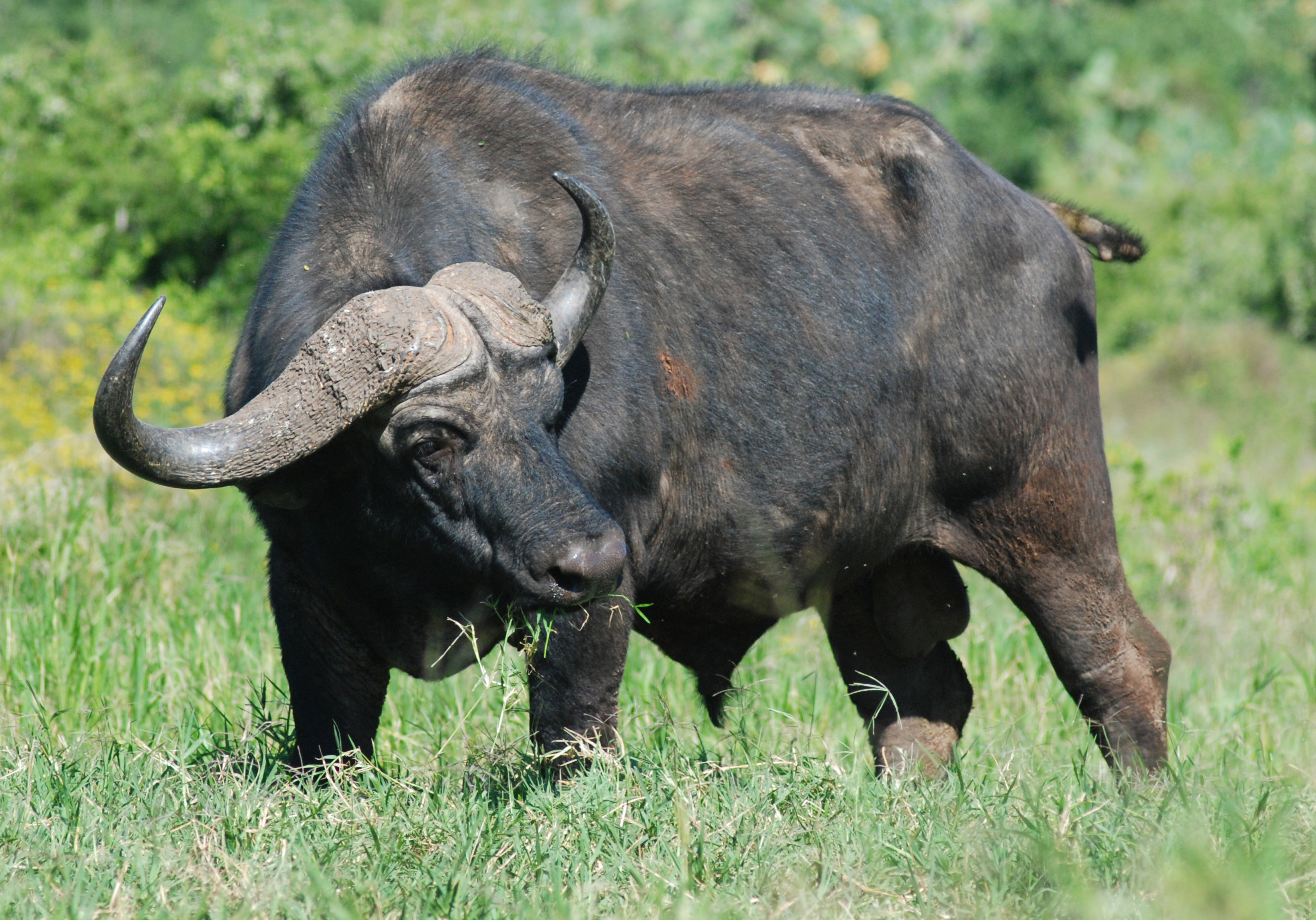
Trâu rừng châu Phi là loài thường xuyên tấn công con người

Đối với con người, trâu rừng châu Phi là động vật giết người thuộc loại nhiều nhất trong số những dã thú châu Phi, hơn cả sư tử. Cặp sừng của loài trâu này có thể làm chết người chỉ sau một lần húc. Với tính tình nóng nảy và dễ bị kích động cộng với tốc độ chạy có thể lên đến 58 km/h, đây là một động vật cực kì nguy hiểm đối với con người. Trong đó, Trâu rừng Cape có khối lượng cơ thể trung bình 1,5 tấn, cặp sừng cứng và rất nhọn. Một con trâu trưởng thành có thể đạt chiều cao 1,7 m và chiều dài 2,7 m. Khi gặp nguy hiểm, chúng luôn cúi đầu, hướng cặp sừng nhọn ra phía trước để húc vào đối thủ. Các nhà động vật học khuyên con người nên tránh xa trâu rừng Cape để bảo đảm tính mạng.

### Nai sừng tấm
Do là loài ăn thực vật, nai sừng tấm Á-Âu thường không hung dữ với con người. Tuy nhiên chúng vẫn có thể tấn công người nếu bị kích động hoặc sợ hãi để tạo ra hành xử với sự hung hăng. Xét về số liệu, chúng tấn công người nhiều hơn gấu hay sói cộng lại, nhưng thông thường thì chỉ ra kết quả không như vậy. Khi bị quấy rối hay giật mình bởi những người hoặc trong sự hiện diện của một con chó, con nai có thể phản ứng. Ngoài ra, như với gấu hoặc bất kỳ động vật hoang dã, nai sừng tấm đã trở nên quen dần để được nuôi bởi những người có thể hành động tích cực khi nhận thức ăn.
Trong mùa giao phối vào mùa thu, con nai sừng tấm đực có thể hung hăng với con người vì nồng độ hormone cao dẫn đến sự hăng máu và thất thường trong tính khí. Những con nai cái với bê trẻ sẽ có ý thức bảo vệ và sẽ tấn công con người ai đến quá gần con của chúng, đặc biệt là nếu chúng đến giữa con mẹ và con bê nhưng là đang chia cắt. Không giống như các loài động vật nguy hiểm khác, nai sừng tấm không có tập tính lãnh thổ, và không xem con người như thức ăn, và do đó nó sẽ thường không theo đuổi con người nếu chúng ta chỉ đơn giản là bỏ chạy.
Giống như bất kỳ động vật hoang dã nào, tính khí của nai sừng tấm Á Âu là không thể đoán trước và phải được tôn trọng một khoảng cách với chúng. Chúng là loài thú có khả năng tấn công nếu cảm thấy khó chịu, quấy nhiễu, hoặc nếu "không gian cá nhân" của chúng đã bị xâm phạm. Một con nai sừng tấm đã bị sách nhiễu có thể trút sự tức giận của mình vào bất cứ ai trong vùng lân cận, và chúng thường không thể phân biệt giữa những kẻ hành hạm trêu chọc chúng và người vô tội, người qua đường mà sẽ tấn công tất cả.

### Sư tử
Sư tử thường chủ động đột nhập vào những ngôi làng gần rừng cả ngày lẫn đêm để săn con người. Sự quyết đoán lớn hơn này thường làm cho sư tử trở thành kẻ ăn thịt người dễ dàng hơn hổ. Tuy nhiên, sư tử chỉ săn người khi chúng quá khan hiếm thức ăn. Sư tử thường trở thành kẻ ăn thịt người vì những lý do tương tự như hổ: đói, già và bệnh tật giống như sư tử Tsavo, mặc dù một số cá thể ăn thịt người được báo cáo là vẫn có sức khỏe tốt. Mặc dù những con sư tử đói có thể tấn công con người đi lại trong lãnh thổ của nó, nhưng đa số những cá thể tấn công người thường là những con đực già nua, chỉ sống nhờ gặm nhấm, côn trùng, không thể săn những con mồi ưa thích của chúng. Theo số liệu thống kê, có khoảng 700 người trên thế giới thiệt mạng do bị sử tử tấn công mỗi năm. Ở châu Phi, sư tử đồng nghĩa với cái chết, ước tính hàng trăm nạn nhân thiệt mạng mỗi năm vì chúng. Thông thống kê cụ thể cho thấy, mỗi năm, có khoảng từ 500 đến 700 vụ sư tử tấn công người,

### Gấu
- Các vụ gấu Bắc cực tấn công người trong thực tế cực kỳ hiếm, nhưng lịch sử nước Nga ghi nhận, gấu Bắc cực từng giết chết 19 người, là sát thủ có gương mặt ngây thơ, đáng yêu.
- Vụ một ông già ở quận Thủ Đức trong lúc cho gấu ăn đã bị con gấu nặng trên một tạ do chính gia đình ông nuôi cắn chết tại chỗ và ăn mất một phần thân thể.
- Vụ tai nạn thương tâm bé trai 3 tuổi bị gấu nuôi cắn đứt lìa bàn tay ở căn biệt thự thuộc khu vực ấp Thới Tây 2, xã Tân Hiệp, huyện Hóc Môn. cháu bé con chủ căn biệt thự chơi một mình ở sân vườn trong khuôn viên nhà. Khi không ai để ý, cháu bé đã thò cánh tay phải vào lỗ thủng nhỏ tại chuồng đang nuôi gấu thì bị gấu cắn, kéo cánh tay vào phía trong lồng, rồi cắn đứt lìa bàn tay phải.

### Khỉ

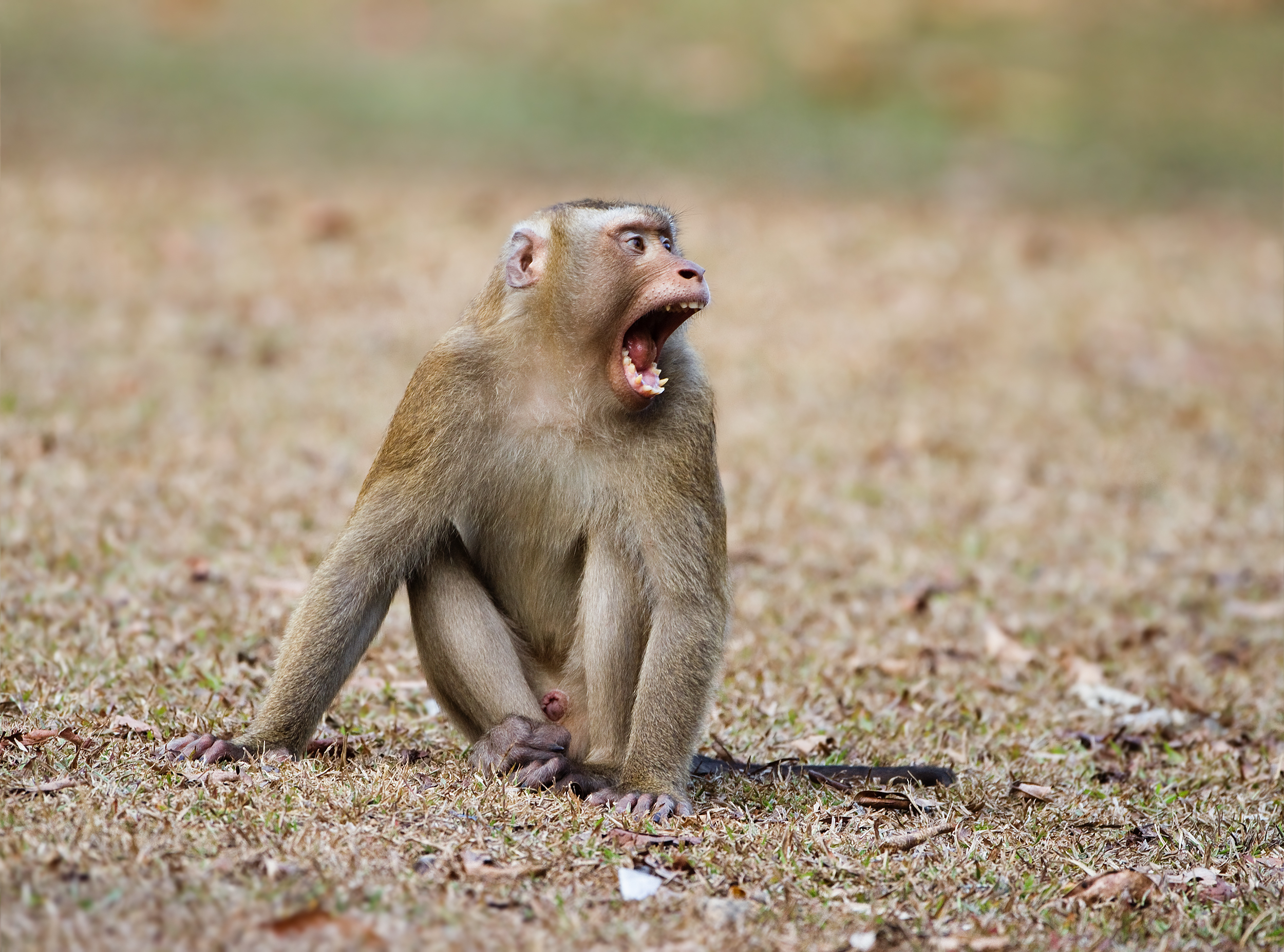
Khỉ đuôi lợn (phân loài khỉ đuôi lợn bắc) được ghi nhận là đã tấn công người ở Việt Nam

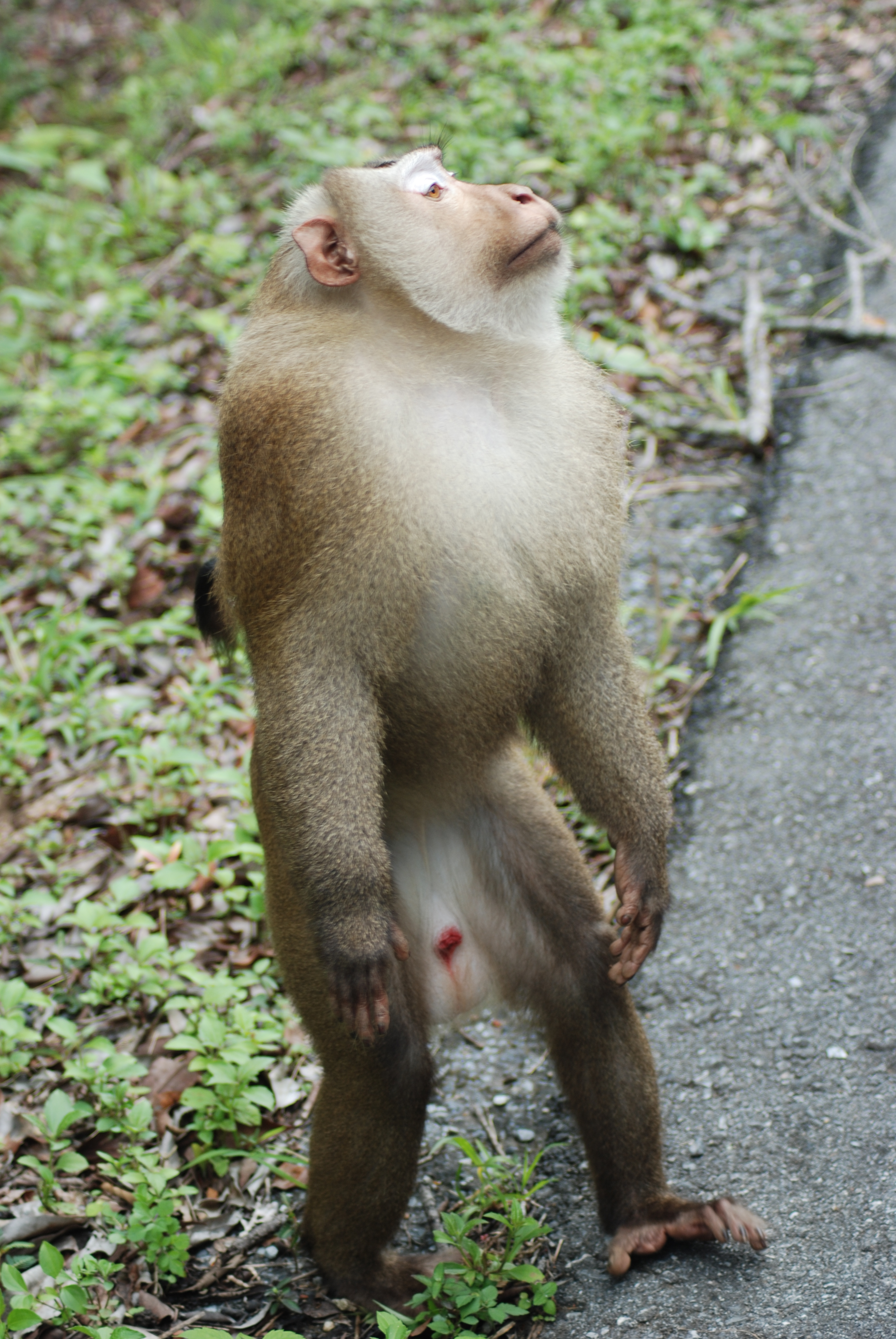
Khỉ đuôi lợn bắc

- Trong năm 2014 xảy ra vụ con khỉ tấn công du khách nữ trên đỉnh Bàn Cờ thuộc bán đảo Sơn Trà. Sự kiện này đã gây xôn xao dư luận. Trên bán đảo này xuất hiện một con khỉ thuộc loài khỉ đuôi lợn (Macaca leonia) khá to, rất dạn dĩ và hung dữ, con khỉ này đã tấn công, cắn một số du khách và đặc biệt thường hay tấn công phụ nữ, khiến nhiều người cảm thấy lo lắng, bất an khi lên tham quan du lịch[20][21].

Con khỉ xuất hiện mấy ngày nay tại điểm tham quan này, nó rất dạn người, thường đi theo sau các du khách và bất ngờ tấn công du khách, con khỉ này đã con khỉ này tấn công một cặp vợ chồng người nước ngoài đi xe máy lên đỉnh Bàn Cờ tham quan. Vị trí bị tấn công là ở chỗ gót chân khiến máu chảy nhiều. Các du khách bị khỉ cắn chỉ trầy xước nhẹ, nhưng nếu để nó tiếp tục tấn công du khách là không nên
Cuộc vây bắt của cơ quan chức năng đã diễn ra rất kịch tính và cuối cùng cũng hoàn tất việc vây bắt con khỉ này. Ban đầu, sau nhiều giờ nỗ lực, cuộc vây bắt con khỉ này bất thành do cá thể khỉ quá tinh ranh. Trong khi đó trang thiết bị vây bắt của lực lượng kiểm lâm quá thô sơ. Sau nhiều giờ nỗ lực, đến trưa cùng ngày, cuộc vây bắt con khỉ này vẫn không thành công do cá thể khỉ bỏ vào các bụi cây rậm gây khó khăn cho việc truy bắt..
- Vụ đàn khỉ lên đến hàng nghìn con đã kéo về thành phố Shimla, bang Himachal Pradesh, Ấn Độ để tìm thức ăn và tấn công cả người dân địa phương. Theo thống kê, khỉ gây thương tích cho khoảng 400 người mỗi tháng tại Ấn Độ.
- Tháng 2 năm 2009, một nữ nạn nhân bị một con tinh tinh đực đã tàn nhẫn đánh nát mặt. Cuộc tấn công đã làm cho nạn nhân mất đôi mắt, mũi và mất tay[26].
- Vụ nhiều đàn khỉ từ trên núi cao đổ xô xuống nhà dân để tìm kiếm thức ăn và trộm cắp nhiều vật dụng ở thôn Bãi Hương, Bãi Làng, thuộc đảo Cù Lao Chàm, xã Tân Hiệp, TP Hội An, Quảng Nam.
- Vụ một con khỉ bị kích thích bởi chế độ ăn toàn sô cô la dẫn đến hung hăng tấn công các học sinh trong một ngôi trường tiểu học cũng gây hoang mang cho rất nhiều người dân ở Pháp. Cảnh sát phải bắn sốc điện để ngăn con vật.
- Vụ bảy con khỉ hung dữ lao xuống đường cắn du khách và người dân ở khu rừng nội ô Tòa thánh Cao Đài, hàng loạt con khỉ ở đây đã lao xuống đường tấn công, cắn học sinh, người dân và du khách khi tham quan khu rừng tự nhiên nội ô trong Tòa thánh. Đã có hơn 10 trường hợp bị tấn công dẫn đến thương tích. Đàn khỉ trong rừng tự nhiên nội ô Tòa thánh hiện có hơn 100 cá thể và trở nên hung dữ hơn trước. Nguồn gốc bầy khỉ này có thể từ các hộ dân nuôi lâu năm bên ngoài, do không tiếp tục nuôi nên lén thả vào. Khi thiếu thức ăn và bị con người chọc phá nên sẵn sàng tấn công, sau đó đã được đưa về vườn quốc gia Lò Gò - Xa Mát (Tây Ninh), các con khỉ hung dữ còn lại tiếp tục được đưa về vườn quốc gia. Những bầy khỉ hiền lành vẫn được nuôi dưỡng tự nhiên trong khu nội ô phục vụ du lịch[27].
- Khỉ đột cũng là một loài linh trưởng có tính khí thất thường. Tuy chúng hiếm khi xung đột với con người nhưng sẽ sẵn sàng tấn công người nếu bị quấy rầy hoặc bị đe dọa. Một con khỉ đột nghĩ rằng nó đang bị nguy hiểm thì trước tiên nó sẽ hăm dọa. Nếu con người tỏ ra không sợ sự hăm dọa, hoặc làm nó giật mình hoặc chặn đường nó, thì nó tự đập ngực thùm thụp, cào cấu và cuối cùng tấn công. Sức mạnh của loài khỉ này đủ sức khiến con người thiệt mạng.

### Chó
Chó cắn là hiện tượng khá phổ biến trong xã hội do mức độ gắn bó chặt chẽ giữa chó và người trong đời sống hàng ngày và hiện tượng này trở nên phổ biến, tâm điểm trong truyền thông thế kỷ XX và XXI nó còn được coi là là một loại tai nạn thường hay gặp tại cộng đồng. Thông thường, ở thành phố, những con chó bị nhốt lâu trong chuồng thường cuồng chân, nên khi bị sổng ra dễ chạy nhảy khắp nơi và cắn lung tung, nguy hiểm nhất là những con đã quen được cho ăn thịt sống. Chó cắn người ở nhiều mức độ khác nhau từ vết trầy xước nhẹ cho đến những vết cắn nặng hơn và có thể gây chết người, có trường hợp nạn nhân bị tử vong do chó dại cắn xảy ra ở nhiều địa phương do sự tấn công dữ dội, nhất là đối tượng trẻ em bị chó cắn thì có nguy cơ tổn thương càng lớn nhất là những con chó thuộc giống chó tây to lớn cắn đến mức toác đầu, đứt cánh tay, nguy hiểm đến tính mạng trẻ em. Ngoài ra chó cắn cũng có thể dẫn đến nguy cơ con người bị bệnh dại do bị chó dại cắn.
Tại Hoa Kỳ nơi được ghi nhận là có khoảng hai phần trăm dân số Hoa Kỳ tương đương với 4,7 triệu người bị chó cắn mỗi năm, Trong những năm 1980 và 1990 ở Mỹ trung bình 17 trường hợp tử vong mỗi năm, trong khi ở những năm 2000 này đã tăng lên đến 26%, trong đó 77% chó cắn là từ những con vật cưng của gia đình hoặc bạn bè và 50% các cuộc tấn công xảy ra trên tài sản của chủ sở hữu chó. Một thống kê khác cho thấy mỗi năm có 30 - 35 người chết ở Mỹ vì bị chó cắn. Tại Anh, mỗi năm có hơn 200.000 người bị chó cắn làm tiêu tốn chi phí y tế tới 3 triệu bảng. Cụ thể là mỗi năm có chừng 28.000 người bị chó cắn vào mặt, 19.000 trong số đó phải phẫu thuật thẩm mỹ, nạn nhân phần nhiều là trẻ em và nhân viên đưa thư. Năm 2004 nước Anh có 2.652 người phải nhập viện vì bị chó cắn thì năm 2008 con số này tăng gấp đôi (5.221 người). Tại London, nếu năm 2003 chỉ có 58 trẻ em vào viện vì bị chó cắn thì năm 2008 con số này lên tới 496 trẻ. Từ năm 2005, ở Anh đã có 16 người bị chó cắn chết (trẻ em chiếm phần lớn). Hiện trung bình mỗi tuần có hơn 100 nạn nhân bị chó cắn nhập viện, tăng 66% so với 10 năm trước.

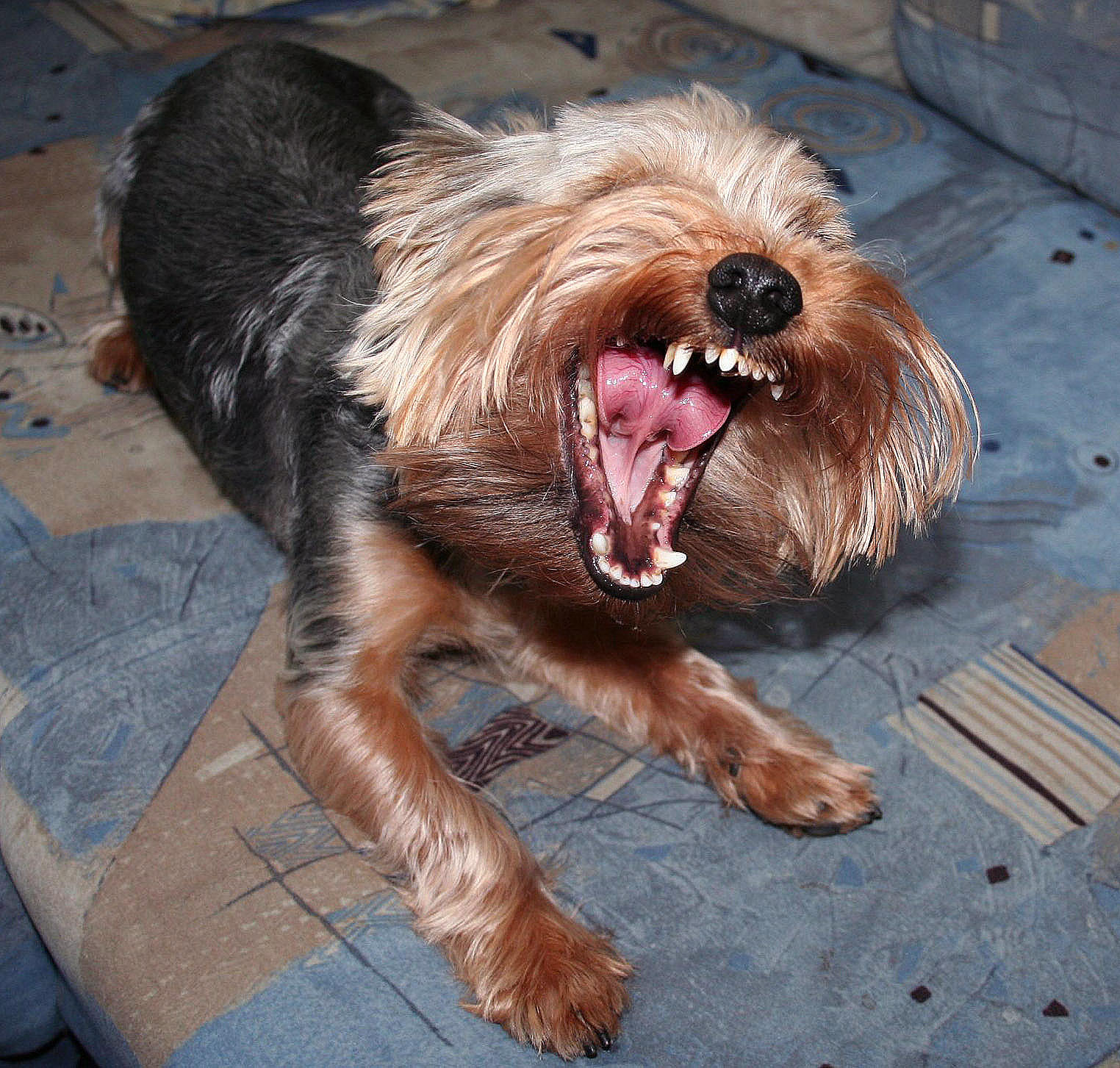
Một con chó xù hung dữ

Một thống kê ở Việt Nam cho thấy, trong 110 trường hợp tử vong do chó dại cắn trên cả nước Việt Nam trong năm 2011 thì có đến hơn 40 nạn nhân dưới 14 tuổi. Vị trí mà trẻ thường bị chó tấn công là đầu, cổ và mặt. Nguyên nhân dẫn đến tình trạng là do trẻ 5-14 tuổi thường đùa nghịch với vật nuôi và chiều cao của cơ thể của nhiều trẻ chưa phát triển nên khi chó cắn thường bị thương ở các vị trí đầu cổ và mặt, khi trẻ em, kể cả người lớn bị chó cắn thì hậu quả về sức khỏe, tinh thần và thẩm mỹ do vết cắn của chó để lại là vô cùng nặng nề, bởi vết thương do chó cắn thường làm da bị xé rách nên dễ nhiễm các loại tạp khuẩn, đặc biệt là virus bệnh dại từ nước bọt và virus uốn ván từ móng của con chó. Những trường hợp bị chó cắn thường là trẻ em, vị trí bị tổn thương thường là vùng mặt nên rất nguy hiểm cho trẻ. Ngoài sự nguy hại về vị trí tổn thương, một điều đáng lo ngại nữa là bệnh dại.
Những con Chó hoang dễ dẫn đến các nguy cơ có thể tấn công con người hay tấn công các vật nuôi, gia súc khác, chó hoang cón nguy cơ dễ bị nhiễm dại trở thành những con chó dại rồi cắn người truyền bệnh dại cho con người. Mỗi năm ở Ấn Độ có tới hàng triệu người bị chúng tấn công, trong đó đa phần là trẻ em. những người chạy bộ thường phải mang theo gậy tre để đánh đuổi chúng còn những người đi xe đạp thì đút đầy đá vào túi để ném những con chó rượt theo. Tại New Delhi của Ấn Độ có hàng triệu người bị chó hoang tấn công mỗi năm, có rất nhiều nạn nhân của những con chó hoang này đang phải điều trị tại đây. Trong số đó, phần lớn là trẻ em, sinh viên và những người già. Ở Mumbai, nơi có hơn 80.000 người bị chó cắn mỗi năm, chính phủ kiểm soát số lượng chó bằng cách sử dụng xe máy xua và bắn mực vào lông chúng. Ở România, Tòa án Hiến pháp ra phán quyết ủng hộ luật giết hàng chục ngàn con chó hoang trên đường phố thủ đô Bucharest sau khi một bé trai 4 tuổi bị cắn chết người dân đòi chính quyền xử lý hơn 60.000 đến 65.000 con chó hoang ở đây.
Chó dại tấn công con người được ghi nhận rất nhiều trên thế giới, theo ước tính, khoảng 20.000 người chết mỗi năm do nhiễm dại từ chó, nhiều hơn một phần ba số người chết vì bệnh dại trên toàn cầu, trung bình trên thế giới thì cứ 10 phút lại có một người chết vì dại. Tại Trung Quốc năm 2007, số ca tử vong do bệnh dại đã tăng gấp 16 lần so với năm 1995. Ở Việt Nam, hàng năm có tới 650.000 người bị súc vật (chủ yếu là chó nghi dại) cắn phải đi tiêm vắc xin. Số người tử vong vì bệnh dại tuy chỉ còn khoảng 50 - 60 trường hợp nhưng hậu quả về sức khoẻ, tinh thần và thẩm mỹ do vết cắn của chó để lại thì rất nặng nề. Hơn 175.000 người bị chó cắn từ dầu 2013, trong đó 64 đã tử vong Từ đầu năm 2013, có 63 người đã tử vong vì bị chó dại cắn, số người bị chó cắn và chết vì bệnh dại tập trung chủ yếu tại các tỉnh phía bắc như Sơn La, Phú Thọ, Nghệ An, Yên Bái, Hòa Bình, Vĩnh Phúc, Điện Biên, Tuyên Quang, Hà Giang, Lào Cai,...

#### Thế giới
Tại Mỹ, có trường hợp một bà mẹ của 4 đứa con bị hoại tử hai bàn chân và gần như tất cả các ngón tay sau khi bị nhiễm trùng từ vết chó cắn, do cơ thể của người này phản ứng nhiễm trùng hiếm với một loại vi khuẩn có trong nước bọt của chó. Vụ việc xảy ra khi người này cố gắng để can thiệp vào cuộc xô xát giữa chó và gia đình
Ở Trung Quốc, một con chó bec-giê 2 năm tuổi đã cắn xé đến chết một bé gái 8 tuổi ở Chiết Giang, Trung Quốc khi ở nhà một mình. Đến giữa trưa, bà nội cô bé về không thấy cháu đâu đã đi tìm và hoảng hốt khi phát hiện chân cô bé thò ra từ chuồng chó đặt ở một góc sân nhà. Khi được hàng xóm giúp đỡ và đưa ra ngoài thì cô bé đã tắt thở.
Tháng 3 năm 2013, tại Mỹ, vụ một thiếu nữ đã thiệt mạng sau khi bị 4 chú chó tấn công khi ăn trưa ở nhà bạn. Bốn chú chó tại nhà bạn đã lao vào tấn công cô khi cô đang ăn một chiếc bánh thịt cho bữa trưa. Khi những chú chó này cố gắng để cướp miếng bánh ở tay Lomas, chúng đã cắn vào cổ họng cô bé. Khi ấy ở nhà người bạn cô bé chỉ có một người ở nhà nên không thể ngăn cản 4 chú chó đang hung hăng giành mồi này, cô bé đã qua đời ngay trên sàn nhà lênh láng máu từ những vết chó cắn chảy ra. Chúng rất hung giữ thường xuyên sủa ầm ĩ và gầm gừ tấn công bất kỳ ai có ý định lại gần nhà
Tháng 4 năm 2013, một vụ chó tấn công xảy ra tại khu vực miền Nam Hạt Fulton, cách thành phố Atlanta, bang Georgia của Mỹ khoảng 20 dặm. Nạn nhân là một bé trai 2 tuổi và kẻ tấn công là một chú chó nhà giống pit bull, con vật nuôi đã sống chung với gia đình chủ suốt 8 năm trời, khi xảy ra tai nạn, mẹ của bé trai xấu số đang ở trong nhà vệ sinh. Những người hàng xóm nói rằng, lúc đó họ có nghe thấy tiếng hét kinh hoàng của người mẹ khi cô ta bước ra khỏi nhà và kêu cứu.
Tháng 5 năm 2013, vụ Một người phụ nữ Mỹ bị chó cắn bị thương nặng ở mũi kể rằng chồng bà đã cắn con chó để giải thoát cho bà khỏi cuộc tấn công. Một con chó Labrador nặng hơn 22 kg đã chạy ra khỏi một mảnh sân ở thành phố Madrid, bang Iwoa, và tấn công họ trong lúc họ dắt chó đi dạo, con chó đã cắn vào bụng và đùi phải, quào mắt và sau đó ngoạm mũi bà, chồng của bà đã bị cắn ở tay khi cố gắng giúp đỡ vợ. Rút cuộc, ông phải cắn vào mũi con chó, để nó nhả ra.
Tháng 5 năm 2013, vụ một cụ ông về hưu 79 tuổi sống ở Liverpool, Anh bị chó cắn chết ngay trong vườn sau nhà. Khi cảnh sát đến, thì người đàn ông này đã chết và con chó vẫn ở đó. Con chó rất dữ tợn sau đó đã bị tiêu diệt. Hôm sau, xác ông Clarke được đưa đi khám nghiệm. Nguyên nhân bị chó cắn là do ông nướng thịt quá thơm. Ông đang làm món chân cừu nướng trong bếp thì gặp nạn. Mùi thịt nướng quá thơm đã lôi kéo sự chú ý của hai con chó nhà hàng xóm. một con xuyên thủng hàng rào, lao vào ngậm chặt lấy chân của nạn nhân rồi kéo ông ra sàn nhà trước khi cắn xé nhiều vết lên cơ thể nạn nhân.
Tháng 5 năm 2013, Vụ chàng trai 23 tuổi người Canada đã bị một chú chó hung dữ cắn đứt mũi sau khi anh cố gắng để bảo vệ người bạn gái khỏi sự tấn công của chú chó. Trước khi vụ tai nạn khủng khiếp xảy ra anh đang đứng dạo chơi trước hiên nhà cô bạn gái. Một chú chó tên là Polo của nhà hàng xóm xuất hiện và tiến về và bắt đầu sủa rất to, chú chó trở nên giữ tợn hơn. Để bảo vệ bạn gái khỏi sự tấn công củ chú chó Jimmy đã liều mình túm lấy chú chó để đè nó xuống đất nhưng ngay sau khi bị chú chó cắn đứt mũi anh đã ngất lịm đi và được đưa tới bệnh viện.
Tháng 6 năm 2013, xảy ra vụ việc một con chó hung hãn lao vào tấn công một cô bé 4 tuổi người Bolivia khiến da đầu cô bé bị lột gần hết và nhiều vết thương nặng khác khắp người. Rosalia đã được đưa tới bệnh viện gần nhất để cấp cứu. Các bác sĩ cho biết cô bé đã bị mất 70% da đầu và các vết cắn rất sâu chằng chịt từ mặt xuống tới lưng. Những vết cắn của con chó khiến Rosalia mất nhiều mảng thịt trên mặt và người, có những vết thương còn hở cả xương.
Tháng 6 năm 2013, vụ Bé trai Keiron Guess, 2 tuổi người Mỹ bị một chú chó hàng xóm tấn công khiến cho cả khuôn mặt xinh xắn của cậu biến dạng vô cùng đáng sợ. Khi vụ tai nạn xảy ra, nhìn thấy con trai mình trong cảnh tưởng mặt mũi nát tươm, đầm đề máu chảy, mẹ Keirom tưởng như cậu không thể sống sót. Kerion được đưa tới bệnh viện gần nhất để cấp cứu. Tại bệnh viện, các bác sĩ phải mất tới 10 giờ phẫu thuật để bảo vệ mạng sống cho cậu bé.
Tháng 8 năm 2013, tại tiểu bang New South Wales có vụ một bé trai 2 tuổi người Úc đã bị một con chó nuôi giống lai, loại lớn cắn chết ngay tại nhà bà ngoại. Cậu bé đã đi ra sau nhà lấy kem từ chiếc tủ lạnh, con chó nuôi cũng đi theo sau cậu bé, bà ngoại và mẹ của bé nghe thấy tiếng la hét đằng sau nhà, chạy lại xem thì tá hoả con chó đang tấn công em bé. Cả hai người này sau đó đã tìm mọi cách để kéo con chó ra khỏi người đứa trẻ, do dính phải những chấn thương nghiêm trọng nên em bé đã tử vong tại bệnh viện, người mẹ cũng đang được điều trị trong tình trạng thương tích.
Tháng 8 năm 2013, tại thủ đô Mexico City - Mexico có vụ bé trai gần 2 tháng tuổi đang cùng mẹ đi dạo tại ở vùng ngoại ô phía nam thành phố thì bất ngờ bị một con chó boxer từ phía trong hàng rào một ngôi nhà thò đầu ra và lôi vào trong sân, nơi có hai con boxer và một con chó pit bull đang chờ sẵn. Mặc cho người chủ can ngăn và cố giải cứu, những con chó vẫn xúm lại cắn bé đến chết. Vụ việc đã được các công tố viên truy tố hình sự.
Tháng 11 năm 2013, vụ cô bé Lexi Hudson sống tại ngôi làng Mountsorrel, hạt Leicestershire - Anh đã bị con chó ngao Pháp của gia đình cắn chết. Lexi đã bị con chó ngao vồ lấy và quần tơi tả như một con búp bê khi cả hai đang nô đùa. Dù nhanh chóng được xe cứu thương chuyển đến Trung tâm Y tế Queen ở Nottingham nhưng cô bé đã chết vì vết thương quá nặng. Mẹ cô đã xông vào đâm con chó nhiều nhát để cố cứu mạng con gái nhưng tất cả đã quá muộn, riêng con chó sau đó bị đâm chết trong một nỗ lực đầy tuyệt vọng.
Tháng 11 năm 2013, tại thành phố Milan, Ý, một người đàn ông đã tử vong vì các chấn thương sau khi bị chính chú chó nuôi giống Pitbull cắn đứt tinh hoàn. Theo giả thiết, một trong hai con chó Pitbull trong nhà đã tấn công chủ, người mắc bệnh tiểu đường, trong lúc anh đang rơi vào tình trạng hôn mê. Bệnh nhân qua đời vì những chấn thương sau khoảng 3 ngày nhập viện, chưa rõ liệu một trong hai chú chó pit bull đã tấn công chủ nhân trước hay anh này phát bệnh và bị tấn công sau khi mất tỉnh táo.
Tại Brazil, Một người đàn ông 64 tuổi uống rượu say rồi ngủ quên đã bị chính con chó của mình cắn đứt dương vật, ngay sau khi tỉnh lại, nạn nhân đã phải vội vã chạy đến bệnh viện.
Tại Bulgaria, một cụ ông 89 tuổi đã chết tại bệnh viện sau khi bị những con chó hoang vồ tại một công viên ở thủ đô Sofia của Bulgaria, sau khi bị một bầy gồm 25 con chó hoang tấn công tại khu vực gần nhà ở Sofia. Bầy chó đẩy ông ngã xuống đường và cắn nhiều chỗ trên tay và chân ông này. Đây là vụ thứ hai xảy ra chỉ trong vòng 3 tháng ở Sofia Số lượng chó hoang chạy rông khắp thủ đô của Bulgaria được cho là đã gia tăng cùng với diễn biến của cuộc khủng hoảng kinh tế, khiến nhiều con chó và con của chúng bị bỏ rơi trên đường phố.
Tại Mỹ, một vụ chó tấn công trẻ em đã xảy ra và được ghi hình lại, điều đáng chú ý là anh hùng của cuộc tấn công này chính là một con mèo. Một cậu bé ở California đã may mắn được chú mèo cứu thoát khỏi cuộc tấn công của con chó. Cậu bé đang chơi với chiếc xe đạp của mình, bất thình lình con chó nhà hàng xóm vòng qua chiếc ô tô bất ngờ tấn công cậu bé từ đằng sau. Con chó đã ngoạm được vào chân cậu bé và kéo cậu ngã sấp xuống đất và đang kéo mạnh cơ thể nạn nhân, thì lúc đó chú mèo Tara đã kịp thời xuất hiện. lao tới phía con chó bằng tất cả sức bình sinh của nó, con chó hàng xóm phải bỏ chạy.

#### ỞViệt Nam
Trong 5 năm (2012-2017), mỗi năm Việt Nam có 240-300 trường hợp tử vong do bệnh truyền nhiễm thì đến 1/3 là do bệnh dại. Từ đầu năm 2017 ghi nhận 56 người tử vong do bệnh dại, bệnh nhân phân bố ở 29 tỉnh, thành phố khắp các vùng, miền như: Bắc Giang, Nghệ An, Thanh Hóa, Sơn La, Tây Ninh, Điện Biên, Hà Nội, Tuyên Quang, Quảng Ninh, Hà Tĩnh, Bình Phước, Cao Bằng, Đắk Lắk, Gia Lai, Hải Dương, Yên Bái, Ninh Bình
Vụ việc tại xóm Sơn Thủy, xã Mỹ Lộc, huyện Lộc Hà, Hà Tĩnh. Theo đó, một con chó đã cắn đứt dương vật của một bé trai 8 tháng tuổi. Vụ việc được mô tả lại là bé bị chó cắn khi đang chơi đùa. Mẹ em nghe tiếng con khóc thét, từ sân chạy vào thì thấy người bé đã đầy máu, bộ phận sinh dục bị đứt lìa.
Một bé trai hai tháng tuổi khác ở Hà Nội đang ngủ trên tầng hai thì bị con chó nhà to lớn xổ chuồng chạy lên cắn xé. Khi người mẹ về, bé đã tím tái, trên người có nhiều vết thương rỉ máu dẫn đến khi vào viện bé ở trong tình trạng bị sốc chấn thương do chó cắn, ngừng thở, trên da có nhiều nốt cắn, vết xước vùng lưng, đùi, cánh tay. Em này cũng bị mất nước, mất máu nhiều, huyết áp hạ, sức khỏe trong tình trạng nguy hiểm.
Vụ việc kiện cáo xoay quanh việc chó cắn, theo đó một người Việt Nam đã kiện một người Nhật Bản do ông này xông vào nhà đánh con chó của người Việt Nam vì lý do con chó này đã tấn công ông người Nhật, người Việt Nam đã kiện đòi bồi thường lên đến 100.000 USD.
Tại Tây Nguyên, Việt Nam, năm 2010, xảy ra vụ việc đàn chó dữ cắn chết một người phụ nữ khi đang mót cà phê trong khu vực trồng cà phê thuộc sở hữu của một đại gia, vụ việc này đã làm dấy lên tranh cãi trong dư luận xã hội liên quan đến vấn đề trách nhiệm của chủ nuôi chó và một vấn đề trái chiều khác là việc tự ý xâm nhập bất hợp pháp vào nhà người khác dẫn đến bị chó tấn công. Dư luận chưa thể quên cái chết thảm khốc của một nữ nạn nhân ở buôn H’drát, xã Ea Kao, Buôn Ma Thuột. Trong khi đi vào một trang trại để mót quả cà phê, nạn đã bị đàn chó Bergie nhảy vào cắn xé đến chết.
Năm 2010, có vụ việc em Lê Thị Trang (10 tuổi, học sinh lớp 4 Trường tiểu học Triêu Dương, Tĩnh Gia, Thanh Hóa) đã bị hai con chó Bergie nhà hàng xóm tấn công cho đến khi nằm bất động. Trang được đưa vào nhập viện trong tình trạng mất máu nhiều, tính mạng nguy kịch, quần áo trên cơ thể bị rách nát, da đầu bị lột trơ xương sọ, gãy xương mũi, vết chó cắn, cào khắp cơ thể...
Năm 2012, một bé gái 8 tuổi, ở huyện Chư Pah, Gia Lai trong lúc đang chơi đã bị một con chó bec-giê tấn công. Người đi đường đã phải xông vào dùng gậy đuổi con chó dữ ra để cứu bé đưa đi cấp cứu khi trên người, cổ cô bé có hàng chục vết chó cắn, dấu răng rất sâu. Cô bé nhập viện trong tình trạng liên tục ngất, tâm thần hoảng loạn.
Tại Việt Nam, từ đầu năm 2013, có 175.035 người bị chó cắn phải điều trị dự phòng bệnh dại, 63 người đã tử vong. Số người bị chó cắn và chết vì bệnh dại tập trung chủ yếu tại các tỉnh phía bắc như Sơn La, Phú Thọ, Nghệ An, Yên Bái, Hòa Bình, Vĩnh Phúc, Điện Biên, Tuyên Quang, Hà Giang, Lào Cai... Đặc biệt là có một con chó dại ở xã Trung Hoá đã gầm gừ và lao vào tấn công một lúc 15 người bằng những vết căn sâu ở tay, chân, nạn nhân chủ yếu là phụ nữ và trẻ em đi chợ phiên của xã, có người bị cắn nhiều nhát. Tại huyện Bù Đốp tỉnh Bình Phước, có 01 con chó dại cắn 8 người, mỗi bệnh nhân có ít nhất 3 - 4 vết thương do chó dại cắn, có trường hợp đến 6 vết cắn.
Năm 2013, tại xã Bắc Sơn, Sóc Sơn, Hà Nội có ghi nhận xuất hiện hàng chục con chó lạ cắn hàng loạt người dân, chỉ trong vòng chưa đầy nửa tháng, số người bị giống chó lạ này tấn công đã lên tới 97 trường hợp (tính đến ngày 20 tháng 8), lúc xông vào nhà cắn người, những con chó lạ này thường có những biểu hiện rất lạ như xù lông, dựng đuôi, mắt đỏ ngầu và sùi bọt mép như lên cơn dại, sau khi tấn công người dân, 4 trong số hàng chục con chó lạ này đã tử vong không rõ nguyên nhân. Từ 1 tháng 7 đến 26 tháng 8, toàn huyện Sóc Sơn có 117 trường hợp bị chó cắn, khi vây bắt và tiêu diệt 25 con chó, trong đó chỉ có hai con chó không xác minh được chủ và phân đông là những con chó thả rông, chó chạy rông.
Về những con chó cắn người thì chúng là giống chó cao, gầy, lông ngắn, có màu xám tro hoặc vàng nhạt, đôi khi có những con lông loang 2 màu xám và đen. Mõm chó dài, tai dựng. Đặc biệt chúng nặng hơn các giống chó Việt Nam ở trên địa bàn, thường nặng từ 20 – 30 kg và rất khỏe, hung dữ. Chiều tiếp theo, người dân tiêu diệt được một con chó đi hoang, cắn chó nhà và đuổi cắn người, con chó này khỏe và rất khó giết, nặng hơn 20 kg Cá biệt như một gia đình có đến 4 người bị chó cắn, con chó quay lại cắn thêm 3 người nữa trong gia đình. Khi lao vào cắn, con chó xù lông, nhe nanh, mắt đỏ ngầu, sùi bọt mép. Những con chó này có vóc dáng cao, gầy, lông ngắn, màu xám tro hoặc vàng nhạt, có những con lông loang 2 màu xám và đen. Đặc biệt, giống chó này rất hung dữ, lao vào tấn công bất cứ ai, ở bất cứ đâu. Một số người đồn đoán rằng giống chó cắn người to cao, màu đen xám, được người Trung Quốc mang sang thả.
Tháng 8 năm 2013, Vụ việc chó cắn nát mặt một phụ nữ vừa xảy ra tại phường Vĩnh Niệm, quận Lê Chân, nạn nhân bị con chó nhà hàng xóm điên cuồng tấn công, khi nạn nhân đi trên đường, với bản chất hung dữ, bất ngờ thấy người lạ đi ngang qua, con chó hung hãn lao ra điên cuồng tấn công, lao thẳng vào người làm nạn nhân ngã ngửa ra đằng sau và nhằm vào mặt cắn xé. Sau khi cắn liên tiếp rách toạc bên má phải con chó tiếp tục nhằm vào 2 bên tai cắn xé, không chỉ dùng hàm cắn xé, con chó còn dùng cả bốn chân cào, đạp và còn ngoạm thêm một phát vào ngang bàn chân. Con chó này sau bị chính người chủ gọi ra đánh chết.
Năm 2014, một bé trai ở Biên Hòa tỉnh Đồng Nai đã bị chó nhà cắn đến nát mặt, đây là con chó được nhập về Việt Nam. Tháng 4 năm 2014, có nạn nhân l4 tuổi phải nhập viện trong tình trạng mặt bê bết máu, nhiều vết thương trên vùng mặt, đầu và sau gáy, nghiêm trọng nhất là vết thương dài 10 cm kéo từ sống mũi xé rách đến vành tai phải, một vết khác làm rách dài 7 cm bên má trái của bé. Bé bị chó berger nhà nuôi cắn. Con chó cao khoảng 1,3 m, nặng hơn 30 kg, thường được cột ở sân để giữ nhà. Khi bé đi ngang thì bị chó vồ cắn tới tấp.
Một bé ở Thành phố Hồ Chí Minh phải nhập viên trong tình trạng mặt, đầu và sau gáy bê bết máu vì bị chó cắn. Vết thương nghiêm trọng nhất dài 10 cm kéo từ sống mũi, xé rách đến vành tai phải, má trái của bé cũng bị một vết cắn rách dài 7 cm. Con chó berger cắn bé có chiều dài khoảng 1,3m, nặng hơn 30 kg, được nuôi để giữ nhà. Khi cháu đi ngang qua, bất ngờ, con chó vồ cắn liên tiếp. Tại khu vực phía Nam trong gần ba năm từ 2011 đến 2014 đã có trên 20 trường hợp tử vong do chó dại cắn.
Tại Thanh Hóa, tính đến tháng 7 năm 2014, đã có 2.029 người Thanh Hóa bị chó cắn phải điều trị. Trong số đó có 28 người bị chó nghi mắc bệnh dại cắn, phải tiêm phòng và điều trị, tăng so với cùng kỳ năm ngoái. Tỉnh này cũng có hai người chết do chó dại cắn. Nguyên nhân chủ yếu để xảy ra bệnh dại tại Thanh Hóa là do đàn chó nuôi không được tiêm phòng bệnh dại triệt để, tình trạng chó nuôi thả rông không được quản lý còn phổ biến, dẫn đến nhiều người bị chó cắn. Nhiều người bị chó cắn không đến các cơ sở y tế để tiêm phòng, bị phát hiện dại và tử vong.
Vụ Bà lão 70 tuổi bị chó lai cắn đến chết, một bà lão 70 tuổi bị đàn chó lai to lớn giật đứt xích lao vào tấn công, cắn xé. Sau 2 giờ nhập viện cấp cứu, nạn nhân tử vong do các vết thương quá nặng, mất nhiều máu, nạn nhân có hàng trăm vết thương lớn nhỏ, trên cơ thể nhiều chỗ lộ rõ xương. Nạn nhân đi đổ rác, chuẩn bị bữa sáng cho mọi người và bị một con chó lai giật đứt xích, lao vào cắn xé. Đây là một con chó của doanh nghiệp nuôi rất nhiều chó dữ, đặc biệt có cả đàn chó lai, mỗi con cân nặng 35–40 kg. Đêm xuống thì thả rông, chó được huấn luyện theo kiểu thả vật nuôi còn sống như dê, gà ra khu đất trống, sau đó chủ nhân thả chó ra săn. Chính vì nuôi chó theo bầy đàn, lại thường xuyên cho ăn thịt sống nên bầy chó rất nguy hiểm bởi bản năng hoang dã. Mới nhất là Vụ cháu bé 16 tháng tuổi ở Hải Dương nghịch chó, bị cắn rách mặt. Khi cậu bé chạy tới kéo tai chú chó đang ăn, con vật khó chịu quay lại cắn vào mặt làm má, mũi và tai bé rách, chảy máu nhiều và Vụ cô bé 2 tuổi ở Đồng Hới, Quảng Bình. Cô bé bị chó cắn, đưa đi cấp cứu trong tình trạng mất nhiều máu, ngất lịm, vết thương phần mềm phức tạp.

### Chim
Đà điểu đầu mèo Úc là loài chim nguy hiểm nhất thế giới. Loài này được mô tả là nguy hiểm với người và động vật nuôi trong nhà, với rất nhiều tài liệu ghi nhận các cuộc tấn công của nó với con người. Nó thậm chí có nhiều bằng chứng cho thấy nó có thể giết người bằng cách moi ruột. Chim này thuộc họ chim đi bộ, không cánh, lớn nhưng chạy rất nhanh. Nó sống chủ yếu ở các vùng rừng nhiệt đới New Guinea và phía đông bắc Australia.
Con cái thường lớn hơn và có bộ lông sáng hơn so với con đực. Bàn chân của nó có những móng vuốt nhọn. Móng của ngón chân giữa có thể dài tới 125mm. Những móng vuốt này cực kỳ đáng sợ khi chúng dùng chân để đá người và vật. Khi trưởng thành, chim đà điểu đầu mèo Australia phía nam cao khoảng từ 1,5-1,8m, con cái có thể cao tới 2m, nặng 58,5 kg. Đà điểu đầu mèo có thể chạy với vận tốc 50 km/h xuyên qua rừng rậm. Nó cũng có thể nhảy cao tới 1,5m. Ngoài ra, chúng cũng là những con vật giỏi bơi.

### Rắn lục

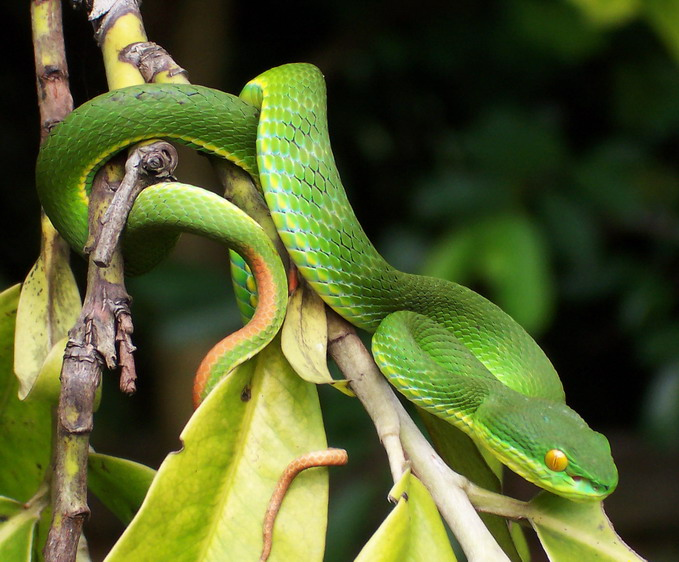
Một con rắn lục đuôi đỏ

Ở Việt Nam, trong năm 2014, rắn lục đuôi đỏ đã bất ngờ xuất hiện trên diện rộng trong phạm vi cả nước Việt Nam và gây ra những vụ việc tấn công liên tục vào người dân từ bắc chí nam gây ra hoang mang rất lớn trong dư luận xã hội và được các báo đài truyền thông mạnh mẽ. Rắn lục đuôi đỏ xuất hiện ngày càng nhiều ở các địa phương như Quảng Ngãi, Thanh Hóa, Nghệ An... và đặc biệt nguy hiểm khi chúng bò vào nhà cắn người. Rắn lục đuôi đỏ nhiều bất thường do biến đổi khí hậu. Các trận lũ cuốn rắn lục đuôi đỏ từ thượng nguồn về đồng bằng, gặp thời tiết nắng ấm kéo dài, thức ăn dồi dào nên loài bò sát này sinh sôi nảy nở nhiều bất thường.
Môi trường sống bị thay đổi có thể là một trong những nguyên nhân khiến rắn lục đuôi đỏ xuất hiện nhiều. Tình trạng phá rừng khiến rắn không còn nơi trú ẩn và thức ăn, chúng có thể vào nhà dân, nơi có chuột, ếch, côn trùng để tìm kiếm thức ăn và để ẩn nấp, rắn thường chui vào gầm giường vì chúng ưa bóng tối và mát mẻ. Cũng có thể, trong quá trình vận chuyển buôn bán của nhóm đối tượng nào đó, rắn đã xổng ra ngoài. Rắn lục đuôi đỏ nhiều bất thường có thể do lũ lịch sử 2013,nhiều khả năng do đợt mưa lũ lịch sử năm 2013 khiến mực nước dâng cao cuốn loài rắn này từ khu vực đồi cao về đồng bằng gần với khu dân cư. Tại đây, nguồn thức ăn cho chúng như nhái, chuột... lại dồi dào đã tạo điều kiện cho loài rắn này thích nghi, sinh trưởng nhanh. Mỗi lứa chúng đẻ từ 6 đến 12 con, lại không gặp loài thiên địch, nên xuất hiện nhiều bất thường.

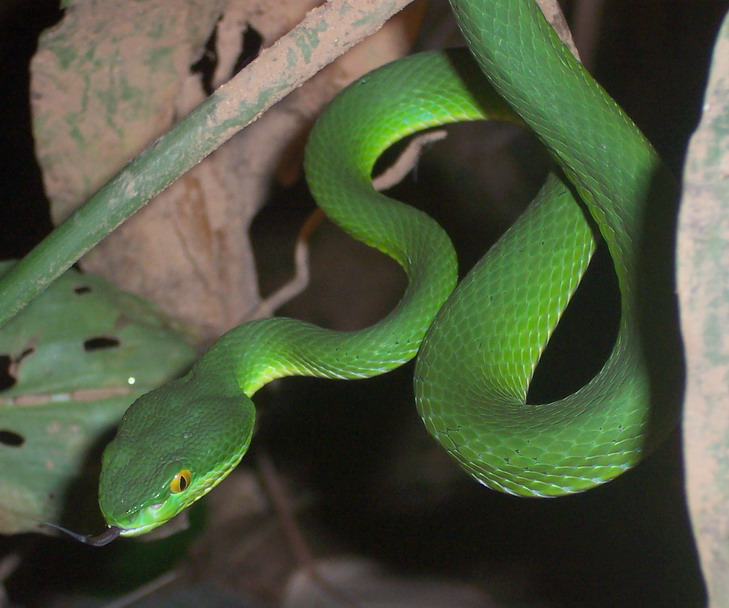
Rắn lục đuôi đỏ

Để tránh rắn lục đuôi đỏ, nên dọn dẹp sạch sẽ, phát quang bụi rậm. Khi bị rắn cắn, người bị thương nên dùng garo vải không dùng garo cao su và đưa tới bệnh viện gần nhất. Rắn sống thường sống và tìm kiếm thức ăn vào ban đêm, nên người dân cần đóng cửa kín khi ngủ, không nên nằm ở nền đất ẩm; bên cạnh đó, cần chú ý đến khu vực bể nước, nơi ẩm ướt, gầm giường. Các gia đình có thể dùng chó để đuổi rắn.
Khi thấy rắn, mọi người chỉ cần dùng que, gậy để xua đuổi, chứ không nên bắt, giết chúng vì rắn lục đuôi đỏ sẽ không tấn công nếu không bị đe dọa. nọc của rắn lục đuôi đỏ chỉ đứng sau loài rắn hổ mang chúa, cắn người dễ gây tử vong nếu như không được cứu chữa kịp thời. Đây là loài rắn duy nhất trong họ nhà rắn lục có thể đẻ con. Rắn mẹ lúc mang thai rất hung dữ và độc lực của nọc thời điểm này rất mạnh.

### Bọ xít
Khả năng đánh hơi tìm nguồn máu của chúng mạnh mẽ và quyết liệt. Khác với những con khác trong họ, chúng không có mùi hôi và sống bằng máu người hoặc gia súc. Bọ xít hút máu người tấn công thường để lại vết thương sưng to, thậm chí còn gây sốt sau khi bị chúng hút máu. Các vết đốt thường có màu đỏ, rất dễ phát hiện và to hơn vết muỗi đốt hoặc màu sẫm nối liền nhau. Vị trí các vết đốt thường ở sau gáy, cổ, bả vai, sau lưng, cánh tay và chân. Các vết đốt có biểu hiện đau, rát, sưng và rất dễ lan rộng ra xung quanh khi tác động vào vết đốt. Có trường hợp vết đốt gây sưng to, phù nề diện rộng, mưng mủ và bị sốt, đặc biệt là trẻ em. Các vết đốt sưng to, phù nề có thể làm chân tay không cử động được Đặc biệt chúng sống rất lâu
Ổ bọ xít hút máu người ưa thích sinh sống ở những nơi ẩm thấp, bỏ hoang, có vải vụn hoặc gỗ mục. Những nơi có nhiều chuột là có thể có nhiều bọ xít hút máu sinh sống. Loài côn trùng này trở nên nguy hiểm hơn khi người ta phát hiện ra chúng có mặt cả ở những nơi sạch sẽ, kể cả ở khu chung cư cao cấp cũng đã xuất hiện loại bọ xít này. Trước đây, loài bọ xít này thường xuất hiện ở những trang trại, khu vực chăn nuôi nhưng hiện nay, chúng đang xuất hiện ngày càng nhiều ở những thành phố lớn. Nếu trong cùng một khu vực có nhiều gia đình phát hiện ra bọ xít hút máu thì rất có thể ở gần đó có ổ bọ xít hút máu. Mỗi ổ thường có từ vài chục đến vài trăm con, cá biệt có những ổ lên đến hơn nghìn con. Các ổ bọ xít hút máu thường được tạo lập ở những khu vực ẩm thấp, bỏ hoang, có vụn vải hoặc gỗ mục và có nhiều chuột. Từ ổ, bọ xít có thể phát tán xa 1,5-2km.
Loại bọ xít hút máu người thường sống ở vùng trung du, thuộc họ bọ xít ăn sâu, vốn là một họ có ích cho nông nghiệp, nhưng khác với các con khác trong họ, loại bọ xít hút máu người này to hơn và sống dựa vào thức ăn là máu người và gia súc. Loại bọ xít này phát triển tốt nhất là trong điều kiện nóng. Khả năng gần người và thích ứng với người ngày càng ổn định. Bọ xít hút máu thường tìm chỗ kín để trốn tránh con người và chúng rất sợ ánh sáng. Nhưng đến nay, việc tìm loài này ở các chuồng gia súc, gia cầm trở nên hiếm hơn, trong khi sự xuất hiện tại các nhà dân là khá phổ biến do biến đổi về mặt khí hậu. Tập tính gần người và sử dụng máu người làm thức ăn khiến loài vật này đang trở nên nguy hiểm hơn. Sinh sản nhanh, kháng thuốc trừ sâu, tạo lập được tập tính sống gần con người... là những đặc điểm mới phát hiện của bọ xít hút máu.
Bọ xít hút máu đã được phát hiện nhiều năm tại Việt Nam và ghi nhận ở nhiều địa phương trên cả nước, từ năm 2010 cho đến năm 2014, những vụ bọ xít hút máu người xuất hiện và tấn công đã được ghi nhận. Điều đáng chú ý là những vụ tấn công của bọ xít hút máu chưa được ghi nhận trong các y văn do đó tạo hoang mang cho người dân. Hiện nay chưa có thuốc đặc trị loài côn trùng này. Bọ xít hút máu cũng không có loài thiên địch trong tự nhiên và rất khó phát hiện. Một con bọ xít, khi phát tán vào nhà sẽ tìm chốn ẩn nấp. Sau đó xâm nhập khu vực giường ngủ, và chờ cho đến khi người ngủ say sẽ tấn công. Loài này đã có mặt ở 20 tỉnh, thành trong cả nước. Các thành phố lớn như Hà Nội, Thành phố Hồ Chí Minh, Đà Nẵng là những địa phương có số lượng bọ xít hút máu nhiều nhất. Riêng Hà Nội có 21/29 quận, huyện và 31/36 phường nội thành ghi nhận sự có mặt của loài côn trùng này.
Đà Nẵng là địa phương đầu tiên trong Việt Nam xôn xao thông tin bọ xít hút máu người với nhiều trường hợp người dân bị bọ xít cắn. Trước đó người ta đã thu được mẫu ở một số khách sạn, nhà nghỉ ở Tam Đảo, Đại Lải (Vĩnh Phúc) và Ba Vì. Gần đây ông thu được một số mẫu ở Hà Nội như: ở quận Hà Đông, Nghĩa Đô (Cầu Giấy), một khách sạn ở Gia Lâm và ở Cầu Đất... Sau Đà Nẵng, đến lượt Thừa Thiên Huế cũng được báo cáo là có trường hợp bị bọ xít hút máu tấn công, nhà nước đã lập đoàn khảo sát các tỉnh miền Trung về vấn đề này tiếp đến là các tỉnh Quảng Ngãi, Phú Yên cũng được ghi nhận là có trường hợp bị bọ xít hút máu tấn công.
Ổ bọ xít này từng phát hiện ở Bình Định, tám con bọ xít còn sống trong kẹp sách báo cũ. Những con bọ xít này bụng đói, chưa hút máu người, có bốn con non chưa mọc đủ cánh, nhiều hộ dân ở khu vực trung tâm thành phố từng phát hiện, bắt bọ xít hút máu ngoài ra còn có năm con được phát hiện, có ba con đã trưởng thành và 2 mới lớn làm tổ trong tủ quần áo, Đây là loài bọ xít lần đầu tiên xuất hiện tại Quy Nhơn. Trước đó tại Hà Nội, Đà Nẵng, Sài Gòn đã xuất hiện loại bọ xít hút máu người thuộc giống này. Tại Nha Trang với vụ việc một người đàn ông bị bọ xít hút máu cắn đến bất tỉnh, phải nhập viện cấp cứu trong tình trạng bất tỉnh, tụt huyết áp sau khi bị bọ xít hút máu người cắn, bệnh nhân lại có cơ địa bị dị ứng nên khi bị bọ xít cắn đã tụt huyết áp, dẫn đến bất tỉnh. Tại Quảng Bình, một thiếu nữ nhập viện vì nghi bị bọ xít hút máu đốt.
Tại Hà Nội đã phát hiện Ổ bọ xít hút máu khổng lồ ở xã Cổ Nhuế, huyện Từ Liêm, Hà Nội, cách Bệnh viện E khoảng 500 mét với một ổ lúc nhúc bọ xít ở trong kho củi gia đình với nhiều con no máu, có khoảng 1.000 con bọ xít trong kho củi chỉ rộng chừng 3m2, trong ổ có đến hơn 500 con trưởng thành, hầu hết đều có máu, chỉ cách ổ bọ xít này khoảng 1 km cũng thuộc xã Cổ Nhuế, các chuyên gia tìm thấy một ổ 200 con bọ có cánh hút máu người khiến người dân hết sức hoang mang lo lắng. Từ đầu mùa hè, phòng đã phát hiện 7 ổ bọ xít từ 30 đến 50 cá thể, rải rác ở các quận Hà Đông, Thanh Xuân, Gia Lâm. ở các vùng Chương Mỹ, Cổ Nhuế, Hai Bà Trưng, người dân phản ánh cứ cách vài ngày lại bắt được một con bọ xít trong nhà và nhiều người đã bị tấn công. Từ tháng 5 năm 2014, nhiều hộ dân ở Hà Nội đã phát hiện có bọ xít hút máu người trong nhà và có nhiều người đã bị bọ xít đốt.
Tại Thành phố Hồ Chí Minh, từ năm 2009 đã có phản ảnh cho biết bọ xít này có xuất hiện. Một số người dân ở quận Gò Vấp gần đây liên tục bị côn trùng cắn nổi mẩn đỏ và ngứa lở. Trú tại kho hồ sơ lưu trữ của một công ty ở quận Phú Nhuận, ổ bọ xít này là lớn nhất được tìm thấy tại Sài Gòn, lên đến hàng trăm con ổ bọ xít hút máu sinh sôi có thể do môi trường sống thuận lợi như kho chứa giấy tờ khá ẩm thấp, không thường xuyên được dọn quét ngoài ra loài bọ xít này còn xuất hiện khắp nơi với số lượng ít ở nhiều quận, huyện trên địa bàn thành phố, kể cả trong phòng tắm, những phòng ngủ và những căn nhà ở trung tâm quận 3, gây hoảng sợ cho người dân sống tại Thành phố trường hợp được báo cáo mới nhất là việc bọ xít hút máu xuất hiện khu vực trên địa bàn phường Bình Trị Đông thuộc quận Bình Tân.

### Vụ việc khác
- Năm 2013, ghi nhận Một loạt các vụ tấn công bất thường của ong bắp cày tại miền trung Trung Quốc đã khiến 41 người tử vong, các vụ tấn công của ong bắp cày xuất hiện ở thị trấn An Khang, khiến 19 người chết và xảy ra ở hai thành phố lân cận, làm 22 người khác thiệt mạng. Theo thống kê, loài ong hung hãn này còn khiến 1.600 người bị thương, khoảng 206 người đang được chữa trị tại bệnh viện và 37 người trong số này hiện đang trong tình trạng nguy kịch.
- Vụ con hà mã 6 tuổi ở Nam Phi đã tấn công người chủ tên Marius,người đã cứu sống con hà mã, nuôi dưỡng và chăm chút con vật như thú cưng trong nhà. Nhưng khi con vật 6 tuổi, tính nết không nhu mì như xưa. Trong một phút nổi điên, nó đã cắn chết ân nhân của mình.
- Vụ một con cá voi đã giết chết nữ huấn luyện viên Dawn Brancheau, 40 tuổi tại công viên biển Sea World ở Orlando, bang Florida, Mỹ. Con cá voi Tilikum nhảy lên, ngoạm vào người nữ huấn luyện viên và dìm cô xuống nước.
- Vụ người phụ nữ tên Natha Nduta đã tử vong vì bị một con sư tử tấn công ngay tại nhà và kéo lê đi một cách bất ngờ. Các nhà chức trách địa phương đã tìm kiếm nạn nhân ở khu vực xung quanh quận Nyrahururu nhưng chỉ phát hiện thấy một cái sọ người và một vài mảnh xương vụn.
- Vụ một con báo đốm cắn xé nữ nhân viên vườn thú ở Novosibirsk, Tây Siberia khiến cô chết tại chỗ. Nữ nhân viên vào chuồng báo dọn vệ sinh. Không may, vách ngăn giữa nơi báo nằm và khoảng không không đóng, báo xông ra cắn xé người phụ nữ này đến chết.
- Vụ một chính trị gia người Australia bị tấn công bởi một con kangaroo với nhiều vết trầy xước và bầm tím sâu trên chân khi ông này đi tập thể dục. Loài chuột túi này được coi là những võ sĩ của tự nhiên, cú đá của nó có thể gây chết người.
- Vụ ngư dân ở Belarus muốn chụp ảnh một con hải ly, kết quả là bị con vật cắn đứt động mạch, tử vong. Loài hải ly có răng to khỏe và móng vuốt sắc nhọn rất nguy hiểm.
- Cảnh sát ở Nigeria đã bắt giữ một con bò khi nó tấn công một người đàn ông và giết chết ông. Con bò châu Phi đi lạc này đã dùng sừng và móng đâm người đàn ông từ phía sau khi ông đang đi vệ sinh trên đoạn đường cao tốc gần thành phố của Lagos. Không may là người đàn ông không qua khỏi.
- Vụ hai con cừu đực đã bị bắt vì tấn công và làm bị thương một phụ nữ 65 tuổi ở Nigeria khiến người phụ nữ này bị gãy đùi phải.
- Vụ Rùa biển tấn công nhà di truyền học trong lúc đang làm việc tại một vùng biển ở Úc. Được cho là một trong những loài sinh vật chăm chỉ và hiền lành nhất đại dương. Tuy nhiên vào mùa sinh sản thì những con rùa biển đực rất hung tợn. Nếu vô tình gặp con người vào thời gian này chúng sẽ không ngần ngại tấn công tình dục[7].

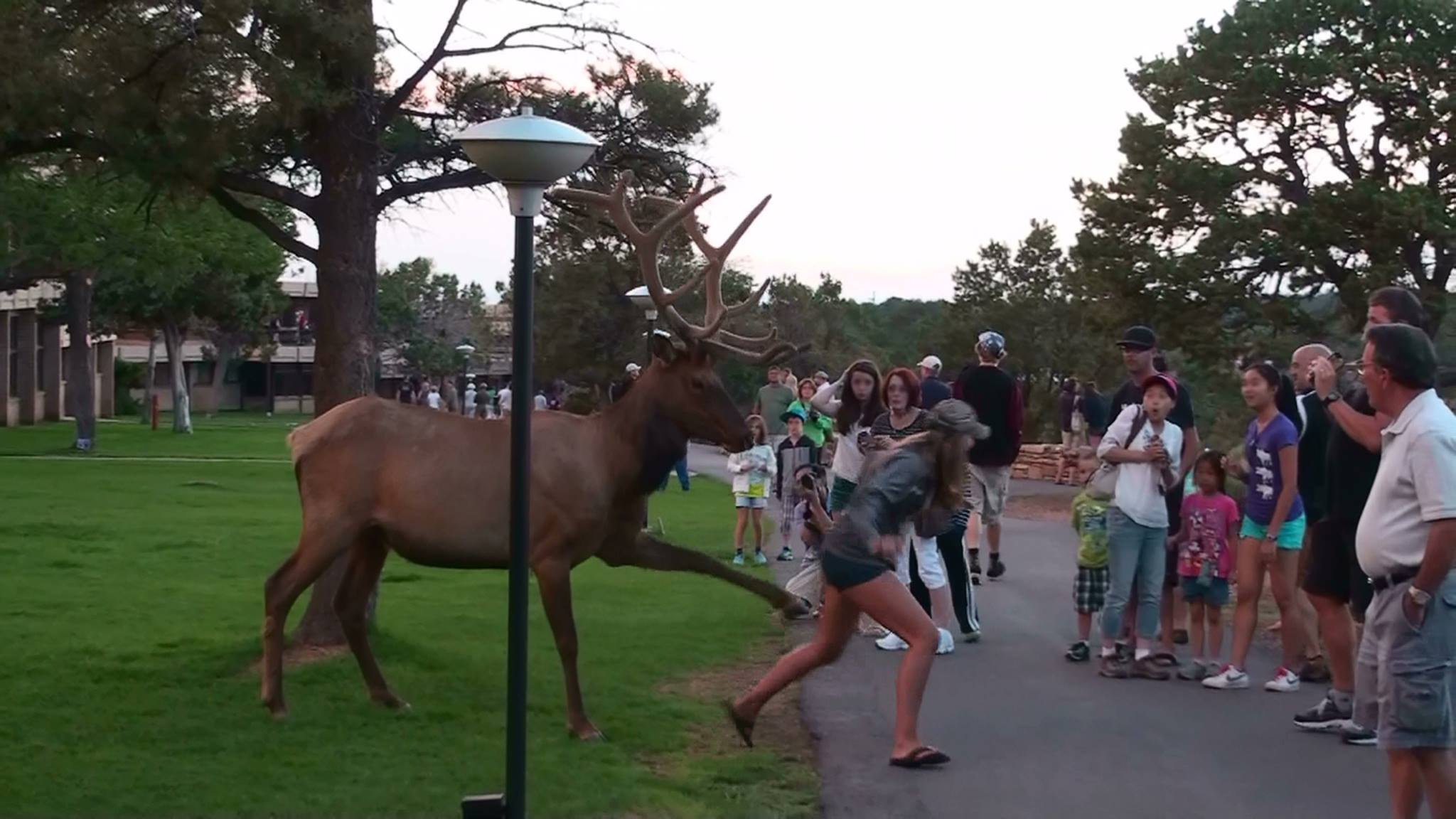
Một con hươu đang tấn công nữ du khách

- Mèo rừng châu Phi: Ở miền Tây Việt Nam xảy ra sự việc hi hữu khi mèo rừng châu Phi quý hiếm bị bắt được ở đây. Một căn tin của trường có thả nuôi gà con ở phía sau căn tin - khu vực đất trống còn nhiều lau sậy. ngày hôm trước, khi đi thăm vườn vào ban đêm, anh pha đèn pin thấy trong vườn có con mèo lông màu vàng sặc sỡ nhưng anh không để ý, vì cứ nghĩ là mèo nhà. Tuy nhiên, sáng hôm sau, anh phát hiện mất gà. Nhiều ngày qua gà thường xuyên bị mất. Nghi do bị chuột cống ăn nên dùng bẫy chuột để bắt, đến sáng khi thăm bẫy thì bất ngờ phát hiện một con mèo lạ nằm gọn trong bẫy và rất hung hăng. Con mèo có dáng vẻ lạ, chân dài cao to, răng và móng vuốt sắc bén với bộ lông vàng chấm đen giống lông con báo[97]. Nó là một con mèo có trọng lượng khoảng 4 kg, màu sắc sặc sở và rất hung dữ[98].